# Eustoquio Díaz Vélez
Eustoquio Antonio Díaz Vélez (Buenos Aires, 2 de noviembre de 1782 - Buenos Aires, 1 de abril de 1856) fue un militar argentino que luchó en las Invasiones Inglesas, participó en la Revolución de Mayo y combatió en la guerra de independencia y en las guerras civiles argentinas.

## Nacimiento y familia
Eustoquio Díaz Vélez nació en Buenos Aires, la capital del Virreinato del Río de la Plata, el 2 de noviembre de 1782.
Sus padres fueron Francisco José Díaz Vélez, acaudalado comerciante nacido en Huelva, Andalucía, España ―quien fuera capitular del cabildo de Buenos Aires― y María Petrona Aráoz Sánchez de Lamadrid, oriunda del Tucumán, de una importante familia colonial. Fueron sus abuelos paternos, José Manuel Díaz, nacido en Huelva, y Francisca Vélez; y sus abuelos maternos, Miguel Aráoz Echaves, comandante de milicias y Catalina Sánchez de Lamadrid Villafañe.
Eustoquio fue el séptimo hijo de un total de doce. Entre sus hermanos merecen nombrarse al segundo hijo del matrimonio, el doctor José Miguel Díaz Vélez, político que participó en la Independencia y en las guerras civiles argentinas; al sexto hermano, Francisco José Díaz Vélez, sacerdote franciscano, luego secularizado; y al octavo vástago de dicha unión, Manuel Díaz Vélez, joven teniente del Regimiento de Granaderos a Caballo que falleciera a consecuencia de las heridas que sufriera en el bautismo de fuego contra los realistas en el combate de San Lorenzo. Sus otros hermanos fueron: José María, María Amalia, María Francisca, Claudio Antonio, Josefa Águeda, Paula Josefa, José Benito y Mercedes.

## Las Invasiones Inglesas
Eustoquio Díaz Vélez se incorporó joven al ejército, en el regimiento de Blandengues de la Frontera de Buenos Aires. Combinó estas actividades con el comercio, reuniendo alguna fortuna.
Durante las Invasiones Inglesas al Virreinato del Río de la Plata, iniciada la primera de ellas fue voluntario del Regimiento de Infantería de Buenos Aires, a partir de junio de 1806, alistándose en Montevideo de donde pasó a Colonia del Sacramento para desembarcar posteriormente con Santiago de Liniers en el Puerto de las Conchas y marchar sobre Buenos Aires, sucesos que culminaron en la Reconquista de la capital virreinal y la derrota de las tropas británicas.
Finalizada la primera invasión y a consecuencia de la creación de milicias por las autoridades virreinales se incorporó a la Legión de Patricios el 8 de octubre de 1806, como ayudante segundo graduado de teniente.
Al año siguiente, durante la segunda Invasión Inglesa, bajo las órdenes de Cornelio Saavedra, Díaz Vélez peleó contra los ingleses en la Casa de la Virreyna Viuda, entre los días 2 y 7 de julio de 1807. Durante esos hechos, vencidas las fuerzas invasoras, participó en la capitulación del teniente coronel inglés Henry Cadogan, a cargo del Regimiento N.º 95 de Rifles, junto a catorce capitanes y más de 150 soldados como corolario de las bajas sufridas por los invasores.
Durante la asonada de Álzaga del 1 de enero de 1809, luchó del lado de los leales a Liniers y fue herido cuando iba a plegarse a las fuerzas de su regimiento que se hallaban en el Fuerte de Buenos Aires, cuando al pasar a caballo frente al Cabildo fue atacado por las fuerzas insurgentes que lo desmontaron a golpes. Esa acción en defensa del virrey Liniers le valió el ascenso a capitán, el 7 de febrero y a teniente coronel graduado, el 23 de marzo.
Por sus actos de servicio recibió cuatro medallas que condecoraron su uniforme militar.

## La Revolución de Mayo
Eustoquio Díaz Vélez tenía buenas relaciones con los conspiradores que pretendían lograr la independencia de su país frente a la gravedad de la situación política e institucional que atravesaba el Reino de España.
En junio de 1809 llegó a Montevideo Baltasar Hidalgo de Cisneros, el nuevo virrey que la Junta Suprema Central de España había nombrado para el Virreinato del Río de la Plata en reemplazo de Liniers. Cisneros trajo precisas instrucciones de la metrópoli consistentes en apresar a los partidarios del antiguo virrey y a los criollos que trabajaban por conseguir la independencia.
Frente a ello, Juan Martín de Pueyrredón reunió secretamente a los principales jefes de milicias de Buenos Aires con el propósito de no reconocer al nuevo virrey. Entre los confabulados, además de Díaz Vélez, se encontraban Saavedra, Manuel Belgrano, Juan José Viamonte, Miguel de Azcuénaga, Juan José Castelli y Juan José Paso. La oposición de Liniers, quien mantuvo su lealtad hacia Cisneros, hizo fracasar la intentona.
Díaz Vélez apoyó activamente el curso de los acontecimientos que culminaron en la Revolución de Mayo, participando en las reuniones que resolvieron la destitución del virrey Cisneros, asistiendo a la del 18 de mayo de 1810 convocada por Nicolás Rodríguez Peña.
El 20 de mayo de 1810, frente a la exigencia de Cisneros de hablar con los comandantes de las fuerzas en el Fuerte de Buenos Aires antes de resolver la convocatoria a un cabildo abierto, Díaz Vélez se reunió con los jefes militares en el cuartel de Patricios, donde se convino que, junto con Juan Florencio Terrada, Juan Ramón Balcarce y Juan Bautista Bustos comandaran a las guardias de los granaderos de la Fortaleza y que se apoderasen de todas las llaves de las entradas, mientras los demás subían a exigir al virrey la convocatoria a un cabildo abierto. El virrey, falto del apoyo militar, cedió a la demanda.
En ocasión del cabildo abierto del 22 de mayo el coronel Saavedra lo designó como jefe de las guardias de Patricios que posibilitaron la reunión de esa asamblea que expresó la voluntad del pueblo.

[...] Pero como esas guardias se componían del cuerpo de los Patricios que era el más tocado por el espíritu insurreccional, y como estaban a las órdenes del capitán don Eustaquio Díaz Vélez que era uno de los oficiales más audaces y más adelantados en el alboroto, el resultado fue que tan lejos de estorbarse la entrada se facilitó con prodigalidad á todos los que presentaron su esquela con el signo ó señal convenida entre los patriotas; mientras que del otro lado se dejaba entrar sólo a los personajes muy conocidos por su posición oficial, oponiendo dificultades y observaciones insuperables á todos aquellos que podían tomarse como desconocidos ó por personas de posición inferior, sobre todo, si eran europeos.
(López, 1913, p. 21-22, Tomo III)

Este comportamiento, que Vicente Fidel López atribuyó a Díaz Vélez, y que lo repitió en su novela La gran semana de 1810, careció de sustento documental. Y si bien Guillermo Furlong creyó encontrar una prueba de las invitaciones marcadas en la alteración de las viñetas en dos de las cuatro invitaciones existentes en los archivos, historiadores posteriores refutaron su tesis demostrando que eran simples errores de impresión. De hecho esas invitaciones, con o sin esos errores tipográficos, se completaron en forma manuscrita, con el día, hora y nombre del invitado, por el mismo empleado del cabildo.
Atribuir al capitán Díaz Vélez y sus soldados la función de impedir a determinadas personas el acceso a la plaza y/o al cabildo hubiera sido difícil de ocultar y no existieron denuncias al respecto.  Además, este fraude electoral hubiera requerido de la participación, entre otros, de Saavedra, jefe de Díaz Vélez, de Agustín José Donado, encargado de la Real Imprenta de los Niños Expósitos y del propio Manuel Belgrano, constituido en la sala de audiencias y encargado, “bajo [su] severa vigilancia”, del reparto de las invitaciones.
Producida la renuncia de Cisneros, al caer la tarde del día 23

El sol se ponía en el horizonte, al mismo tiempo que una compañía de Patricios mandada por don Eustaquio (sic) Díaz Vélez anunciaba, a son de cajas y voz de pregonero, que el Virrey de las Provincias del Río de la Plata había caducado y que el Cabildo reasumía el mando supremo del Virreinato por la voluntad del pueblo.
(Mitre, 1960, p. 383, vol.1)

Díaz Vélez integró los focos de resistencia a la flamante Junta del 24 de mayo de 1810 por estar esta presidida por el ex virrey. Fue partidario del grupo revolucionario que se resistió en delegar en el poder constituido del cabildo la potestad suprema de constituir un nuevo gobierno, contra la decisión del pueblo.  
Esa misma noche se reunió en la casa de Nicolás Rodríguez Peña, junto con Mariano Moreno, Francisco Ortiz de Ocampo, Domingo French, Feliciano Antonio Chiclana, Manuel Moreno, Tomás Guido, Juan Ramón Balcarce, Juan José Viamonte, Martín Jacobo Thompson, Vicente López y Planes, José Darregueira, fray Cayetano José Rodríguez y otros conjurados que lograron la renuncia de sus miembros y exigieron que el Cabildo:

...proceda a otra elección en sujetos que puedan merecer la confianza del pueblo, supuesto que no se la merecen los que constituyen la presente Junta, creyendo que será el medio de calmar la agitación y efervescencia que se ha renovado entre las gentes.
Mabragaña. H. Los mensajes. Historia del desenvolvimiento de la Nación Argentina ... 1810-1910. Tomo I 1810-1939.

El cabildo exigió que el pedido oral fuese confeccionado por escrito y pacíficamente, sin causar alboroto.

Mientras el Cabildo se enteraba del oficio renuncia de los miembros de la Junta y lo contestaba, entraron nuevamente los diputados del pueblo, elevando la representación escrita firmada por un núcleo considerable de vecinos, religiosos, comandantes y oficiales de los cuerpos. (Levene, 1961, p. 44, vol.5 Nº 2)

En la llamada "petición del pueblo", que por la forma de redacción parecería una "decisión", se detallaron los nombres de la nueva junta de gobierno "que ha de regir y gobernar". Se exigió además, "bajo expresa y precisa condición" el envío, en un plazo de quince días, de una "expedición de quinientos hombres para auxiliar a las provincias interiores del reino". De una nómina de 401 firmantes, la del capitán Eustoquio Díaz Vélez figuró en el primer cuadernillo, foja 2, segundo lugar.
Con base en esta petición popular, el 25 de mayo de 1810, se creó la Junta Provisional Gubernativa de las Provincias del Río de la Plata a nombre del señor don Fernando VII -conocida historiográficamente como la Primera Junta- integrada por nueve miembros, lo que implicó la destitución final del ex virrey Cisneros -y el triunfo de la Revolución de Mayo.

## Expedición a la Colonia del Sacramento
El 5 de junio de 1810, veinte vecinos de distinción de los doscientos que poblaban la Colonia del Sacramento, en respuesta a la nota del 27 de mayo de la Junta Provisoria, firmaron el acta de adhesión a la misma. Lo hicieron convencidos de la legalidad con que el movimiento juntista de Buenos Aires había reemplazado al virrey Cisneros.
En un oficio del 23 de junio, el gobernador interino de Montevideo, Joaquín de Soria, invitó al comandante Ramón del Pino y Rozas a no reconocer a la Junta Provisoria. Del Pino se negó e informó inmediatamente a Buenos Aires adjuntando el oficio de Soria.
Sin embargo, esta actitud cambió cuando del Pino fue informado de que la renuncia de Cisneros se había logrado  por extorsión. En su oficio dirigido a la Junta Provisoria del 19 de julio manifestó su “mayor sorpresa” ante estos hechos “violentos” que lo obligaban, como vasallo fiel y subordinado militar, a separarse de la Junta Provisoria por ser una “dependencia indebida”. El día anterior, el gobernador Soria había ordenado a Michelena reunir tropas y dirigirse a la Colonia del Sacramento.
A su vez, el 20 de julio, la Junta Provisoria, sin conocer la nota de Del Pino pero sospechando de su actitud reticente, resolvió nombrar al teniente coronel Felipe Santiago Cardoso comandante militar de la plaza de Colonia y sus dependencias en reemplazo de Del Pino. Cardozo iría acompañado con unos 200 soldados del cuerpo de Patricios al mando del capitán Eustoquio Díaz Vélez. A las cuatro de la mañana del día siguiente, la expedición desembarcó en Colonia sin obstáculo alguno. Aclarado el día, Cardoso se presentó solo en la comandancia y entregó a del Pino el oficio de la Junta Provisoria donde le avisaba que había sido removido de la comandancia y reemplazado por  Cardoso. Le ordenaba, además de entregar la comandancia,  partir de inmediato a Buenos Aires. Del Pino, luego de entretener a su visitante, lo invitó a un suculento almuerzo. Mientras almorzaban salió por un instante de la comandancia,  alertó a sus soldados para que impidieran la entrada a terceros y escapó del pueblo al galope. Hubo entonces algunos disparos que terminaron con la huida de algunos milicianos de Del Pino. Díaz Vélez capturó a unos catorce que quedaron, los desarmó, “clavó” los cañones y solo tomó prisionero a Guerrero Serón, segundo comandante de la plaza. Ese mismo día, Cardoso y Díaz Vélez se embarcaron de vuelta hacia Buenos Aires. Resultó incomprensible esta decisión basada quizás en que Michelena los pudiera derrotar. Tres días después, ingresaron a la villa las fuerzas de Michelena. Solo contaba con un piquete de treinta hombres.
Esta “ridícula” o “tragicómica aventura”, como lo calificó Moreno, no cayó muy bien en el resto de la Junta Provisoria. Esta apresó, destituyó y le inició juicio a Cardoso. Castelli se hizo cargo de tomar declaración a Guerrero Serón. Solo Mariano Moreno lo tomó con cierto humor. “No debemos enfadarnos” dijo y citando a Cicerón en su comentario sobre la huida de Catilina, agregó: “ex urbi vel ejecimus, vel emissimus, vel, ipsum egredientem, verbis prosecuti sumus”.
Tiempo después, Díaz Vélez mencionó esta misión en dos reclamos que sobre nombramientos hizo al gobierno.
Después de la derrota de Huaqui, en el oficio del 6 de septiembre de 1811, recordó que tenía en su haber

[…] La victoria de la guarnición de Colonia, la que tomé prisionera con todas sus armas […]

Años después, en el. oficio del 28 de febrero de 1814, reiteró, en primera persona: 

[…] Yo he sido el primer oficial que desenvainó la espada y peleó en honor y defensa de nuestra suspirada libertad, cuando en la Colonia del Sacramento hice fugar cobardemente a su comandante don Ramón del Pino, rendí su guarnición y regresé con su armamento por despojo […]

## Primera Campaña al Alto Perú
En cumplimiento de la "petición del pueblo" de enviar en quince días una expedición de auxilio a las provincias interiores compuesta de 500 hombres, el 14 de junio de 1810, la Junta Gubernativa designó al coronel Francisco Ortiz de Ocampo como comandante de la Expedición Auxiliadora y al teniente coronel Antonio González Balcarce como segundo comandante. Este ejército no tuvo 500 hombres sino que finalmente quedó integrado por 1176 hombres.
El 16 de junio la Junta emitió las "Instrucciones que deberá observar el comandante general de la expedición de auxilio", de carácter público y el día 22, emitió otra de carácter reservada. Al mismo tiempo se terminaron los aprestos de las unidades para la partida.
El 6 de julio, por la tarde, la expedición auxiliadora salió del Retiro rumbo a Córdoba.
Superado el conflicto con las autoridades cordobesas que se habían negado a someterse a la Junta y que culminó con el fusilamiento del ex virrey Liniers y las principales autoridades, la Junta tomó tres importantes medidas:
La primera fue ordenar a Ortiz de Ocampo que se dirigiera a Salta para reorganizar desde allí los recursos provenientes de La Rioja, Santiago del Estero, Catamarca, Tucumán y Salta para reforzar al ejército que se dirigía al Alto Perú. Una de las causas de su nombramiento fue precisamente el conocimiento que tenía de esa zona. En su lugar, el 15 de agosto, quedó González Balcarce.
La segunda fue enviar una fuerza de desplazamiento rápido que debía llegar hasta Tupiza antes de que las fuerzas de Lima reaccionaran. Esta fuerza debía esperar allí al grueso del ejército que avanzaría detrás con igual destino. A tal efecto, el 2 de septiembre de 1810, González Balcarce salió de Córdoba con 500 hombres y cuatro piezas de artillería.
La tercera fue el reemplazo de Hipólito Vieytes por Juan José Castelli como representante de la Junta adjudicándole funciones político militares aun mayores unificando prácticamente el mando en su persona.
De esta manera el ejército auxiliar quedó dividido en dos: una vanguardia al mando de González Balcarce que avanzó rápidamente al norte y el grueso del ejército, que se dirigió lentamente hacia Santiago del Estero, como primera etapa. Allí se debían reunir carretas, mulas y compensar con nuevas levas de soldados las pérdidas que producían las deserciones.
El 12 de septiembre de 1810, estando Díaz Vélez en Buenos Aires, la Junta provisoria le confirió el empleo de teniente coronel, y lo nombró como tercer jefe del ejército auxiliar con "voto en la Junta de Comisión que preside sus operaciones". Recién el 8 de octubre pudo llegar a Santiago de Estero e incorporarse al ejército.
Al 30 de octubre de 1810, el cuadro de situación del desplazamiento del Ejército Auxiliar del Alto Perú era el siguiente:
- Una larga columna, cuya retaguardia arrancaba en Santiago del Estero y que estaba a cargo de Díaz Vélez, avanzaba en grupos de 100 hombres, separados por uno o dos días de marcha. En su parte media el control estaba a cargo del teniente coronel Hernández. Por su parte, en la zona Tucumán-Jujuy, Vieytes y el teniente coronel Lobo facilitaban la fluidez logística a través de las ciudades norteñas;
- La vanguardia, a cargo del coronel González Balcarce, después del Combate de Cotagaita, del 27 de octubre, se estaba retirando hacia el sureste, rumbo a Suipacha-Nazareno, con el fin de acercarse a los refuerzos que venían desde el sur;
- El doctor Castelli, en esta fecha ya en Jujuy, comunicaba a la Junta:

Debo a la eficacia de Díaz Vélez en Santiago, y a la Vieytes en Tucumán, la ejecución de mis encargos en orden a las marchas de las tropas; a todo el cuidado de la disciplina de las nuevas reclutas y sus oficiales.

Esta tarea fue difícil porque el ejército debió atravesar un territorio que, por la escasez de recursos de todo tipo, no podía soportar la presencia de tantos hombres juntos sin provocar serios problemas económicos y de seguridad a la población.
El 30 de octubre, desde Jujuy, Castelli comentó a la Junta la conveniencia de disolver la Junta de Comisión y el posible destino de sus miembros. Sugería que el coronel Ortiz de Ocampo, “por política”, debía conservar su carácter de comandante en jefe situándolo en Jujuy con la reserva del ejército, sujeto, como los demás, a sus órdenes y por este medio a la Junta.
Díaz Vélez no participó de la batalla de Suipacha, el 7 de noviembre de 1810. Recién después de la batalla de Suipacha, Díaz Vélez y sus fuerzas pudieron reunirse con González Balcarce en Tupiza-Cotagaita para emprender el avance hacia Potosí.
En forma independiente, a principios de noviembre, la Junta ascendió a Viamonte a coronel y pocos días después, el 15 de noviembre, lo nombró textualmente “segundo jefe” de la expedición destinada al auxilio de las provincias interiores. Sin saberlo, Castelli envió un oficio a la junta desde Potosí, con fecha 28 de noviembre, diciendo que había comunicado a Francisco Antonio Ortiz de Ocampo que había “concluido en el cargo de jefe de ella” y que le había propuesto que podía “regresar a la capital donde le llaman su regimiento y diputación al Congreso”. Como causa de la medida adujo: “cada día he tenido más motivo de lamentar la indolencia y abandono de ese oficial, en lo más inherente a su cargo”. Luego de su nombramiento, Viamonte salió de Buenos Aires hacia el Alto Perú y llegó a Potosí el 2 de enero de 1811 tomando la jefatura del ejército en ausencia de Castelli y González Balcarce que estaban en La Plata.
Pese a la labor desplegada por Díaz Vélez, estos cambios lo dejaron en la misma función que tenía desde el 12 de septiembre de 1810. Este agravio motivó que ante un caso semejante, desde Salta, el 6 de septiembre de 1811, en una nota al gobierno, manifestara:

El sacrificio que hice de mis derechos en la postergación que sufrí de mi mérito con la venida del señor don Juan José Viamonte [en noviembre de 1810], que también toqué igual bochorno que al presente [...] debo confesar que esta suerte de postergaciones agravia y ofende el mérito de las personas que sirven con virtud y aceptación y se quita al militar aquella gloria que es el único estímulo para las acciones grandes y heroicas.

Esta "gloria" que mencionaba Díaz Vélez y que hoy subsiste vacía del contenido original en las estrofas "Coronados de gloria vivamos/O juremos con gloria morir" era para los militares de su época algo concreto que se podía ganar o perder. El control estatal y social de la gloria como medida de la eficacia profesional debía servir como aliciente en el combate, evitando al mismo tiempo su uso con fines perjudiciales. Lo que la sociedad valoraba era que los profesionales de la guerra buscaran esa gloria militar a través del heroísmo de sus acciones.
Posiblemente la decisión de la Junta de nombrar a Viamonte como segundo jefe no se vinculó a una cuestión militar sino a la necesidad del grupo saavedrista de equilibrar el poder dentro del ejército dado que Castelli, González Balcarce y Díaz Vélez eran afines al grupo morenista. El nombramiento de Ortiz de Ocampo había sido por recomendación de Saavedra y desde un principio había contado con la oposición de Moreno. Años después, Belgrano recordaría el error que había cometido al favorecer con su voto aquel nombramiento calificándolo, sin explicar las razones, de “horrorosas consecuencias”.
Entre las medidas que tomó Castelli, antes de abandonar Potosí rumbo a Chuquisaca, entre el 12 y el 19 de diciembre de 1810, estuvo la pena de muerte de Nieto, Sanz y Córdoba y Rojas en "nombre de la Junta Provisional Gubernativa de las Provincias del Río de la Plata por el señor don Fernando VII", a ejecutarse el día 15 a las diez de la mañana. El oficio lleva como fecha el día anterior y la firma de Castelli  y su secretario Rodríguez Peña. En ese documento se determinó que la notificación a los reos estaría a cargo de su edecán Máximo Zamudio a quien se nombró secretario del teniente coronel Díaz Vélez, segundo comandante del Ejército Auxiliar del Perú.  A Díaz Vélez se comisionó los preparativos previos y la ejecución de la sentencia. A las nueve de la noche, Zamudio notificó personalmente a los reos la decisión tomada y Díaz Vélez puso a disposiciòn de los mismos los elementos para testar, escribir cartas y los sacerdotes para que pudieran morir cristianamente.
El día 15, a la hora prevista, los reos fueron conducidos desde la Casa de la Moneda hasta la cercana Plaza Mayor. Una vez publicado el bando dirigido al pueblo de Potosí donde se comunicaba las razones de la condena a muerte y la confiscación de los bienes de los condenados, Zamudio leyó en voz alta la sentencia a los reos puestos de rodillas frente a las banderas tras lo cual fueron fusilados. Inmediatamente los soldados se desplegaron frente a los tres cadáveres para su entierro. Según el informe de Castelli a la Junta Provisional Gubernativa, la ejecución, en su inherente teatralidad, fue "imponente por el aparato militar, puntualidad y observancia hasta de lo más menudo por los oficiales y soldados en formación [...]".
El 27 de diciembre de 1810, Díaz Vélez entraba en Oruro dirigiendo la vanguardia del Ejército Auxiliar, bajo la aparente aprobación de su población.

### Batalla de Huaqui

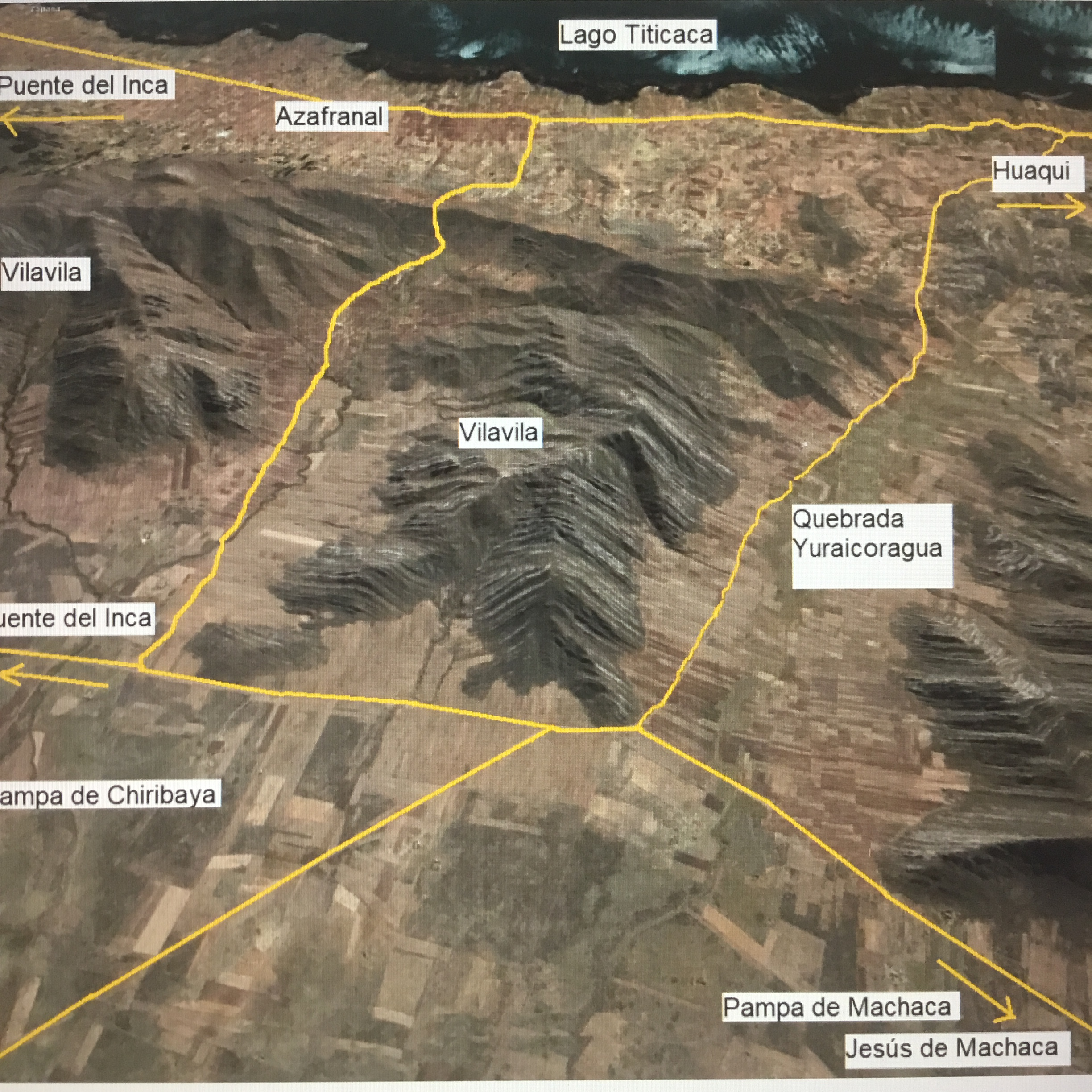
Batalla de Huaqui 20/6/1811 Teatro de operaciones.

El 11 de abril de 1811, una patrulla de la vanguardia del Ejército Auxiliar al mando del teniente coronel Díaz Vélez, recorría las afueras de Huaqui. Esta patrulla de doce Húsares de La Paz, al mando del teniente Bernardo Vélez fue informada de que un destacamento de exploración de José Manuel de Goyeneche, comandante del Ejército Real del Perú, se dirigía hacia Huaqui. Bernardo Vélez planeó emboscarla en las afueras del pueblo y cuando intentó hacerlo se encontró, sorpresivamente, con un destacamento que tenía unos 100 soldados bien montados y armados. Luego de rechazar una intimación a que se rindiera y antes de que esas fuerzas lo pudieran rodear, el teniente Vélez se abrió paso hacia Huaqui y se atrincheró en la iglesia del pueblo donde organizó su defensa disparando desde la torre. Luego de un enfrentamiento de quince minutos la patrulla de Goyeneche se retiró hacia su base de partida llevándose dos prisioneros.
Al conocer este incidente, Castelli ordenó a Díaz Vélez que enviara un emisario con una nota de protesta y un pedido de devolución de los dos soldados capturados. A tal efecto fue designado el capitán Miguel García quien fue hasta Zepita, cuartel general de Goyeneche. En su nota, Díaz Vélez decía que el incidente había roto la armonía que debía existir entre Buenos Aires y el Perú para enfrentar a Napoleón Bonaparte y por consiguiente le otorgaba un plazo de dos horas para que retirara todas las partidas de exploración que pudieran estar al este del río Desaguadero, antiguo límite entre el Virreinato del Río de la Plata con el Virreinato del Perú. La respuesta de Goyeneche fue negativa pero devolvió los prisioneros. Por su parte Díaz Vélez ordenó reforzar las avanzadas en Huaqui.
El 23 de abril, Castelli envió otro oficio a Goyeneche pidiendo una satisfacción por el mal trato que se había dado al capitán García y pidió la devolución de un soldado de su escolta que fue obligado a desertar. Castelli le advirtió que había tomado medidas para que se respetaran los antiguos límites, no se interfirieran las operaciones del Ejército Auxiliar al este del río Desaguadero ni se mortificara a los pueblos de indios existentes en esa zona.
Después de acampar durante abril y mayo en Laja para reorganizar sus cuadros, incorporar soldados y adiestrarse, el ahora Ejército Auxiliar y Combinado del Perú avanzó hacia el río Desaguadero, llegando a Huaqui a principios de junio de 1811. Díaz Vélez fue ascendido a coronel graduado el 28 de mayo de 1811.
El 18 de junio, mientras aún regía el armisticio que Castelli había firmado con José Manuel de Goyeneche, Viamonte inició la marcha de aproximación de su división hacia el puente del Inca, sobre el nacimiento del río Desaguadero. Partiendo de Huaqui, su división cruzó de norte a sur la quebrada de Yuraicoragua y estableció su campamento en la salida sur de la misma, donde comienza el llano que da a la pampa de Machaca hacia el este y Chiribaya al oeste. Al día siguiente, la división de Díaz Vélez recorrió el mismo itinerario y llegó al atardecer al campamento de Viamonte sumándose a sus fuerzas. Así, en la noche del 19 de junio, víspera de la batalla, las fuerzas de Castelli estaban dispersas en un amplio abanico: dos divisiones seguían en Huaqui, otras dos divisiones estaban a 10 kilómetros de distancia, en la salida sur de la angosta quebrada de Yuraicoragua y un tercer grupo, la división de caballería cochabambina al mando de Francisco del Rivero, estaba en el pueblo de Jesús de Machaca, a 18 kilómetros al sureste de las tropas de Viamonte y Díaz Vélez y distante 29 kilómetros de las fuerzas de Castelli. Las unificadas fuerzas de Goyeneche estaban peligrosamente ubicadas a solo 15 kilómetros del campamento de Viamonte.
Al amanecer del día 20, patrullas de seguridad que operaban en la pampa de Chiribaya, llegaron al campamento con la noticia de que a menos de 5 o 6 kilómetros avanzaban tropas de infantería, caballería y artillería. Era el ala derecha de Goyeneche al mando de Juan Ramírez Orozco. Díaz Vélez comprendió inmediatamente que toda la planificación del ataque al Desaguadero había quedado obsoleta. Pese a recibir la orden urgente de Viamonte de que su división saliera a contener a Ramírez, Díaz Vélez se dirigió personalmente al puesto de mando de su jefe, "para obviar equivocaciones", proponiendo el inmediato repliegue de las dos divisiones hacia Huaqui y reunirse con González Balcarce ya que no estaba previsto combatir separadamente. Viamonte le respondió que esa propuesta era propia de un cobarde, que el que mandaba era él y que solo debía obedecer. Pese a la extemporánea y violenta respuesta, en la que se notaba la mala relación entre ambos, Díaz Vélez no dijo nada y se retiró para hacerse cargo de su unidad. Viamonte negaría más tarde estas palabras pero los testigos presentes las confirmaron en el juicio, separada y textualmente.
Con una incomprensible demora de 24 horas y con el enemigo a la vista, Viamonte envió al capitán Miguel Aráoz con 300 hombres “escogidos”  para que ocupara el estratégico cerro ubicado sobre el lado oeste de la salida de la quebrada de Yuraicoragua.
Desde ese cerro se dominaba ampliamente el camino que venía desde el Puente del Inca rumbo a Jesús de Machaca y era ideal para ubicar allí la artillería e impedir el avance enemigo proveniente del Desaguadero por el lado sur del Vilavila. También dominaba el campamento instalado abajo, en la salida sur de la quebrada, y la línea de batalla secundaria integrada por el 2.º batallón del regimiento N.º 6, al mando de Matías Balbastro.  Este batallón debía contener un posible ataque desde el norte, proveniente de Huaqui, sobre la derecha de la línea principal que Viamonte y Díaz Vélez habían formado en la pampa de Chiribaya a la salida de la quebrada.

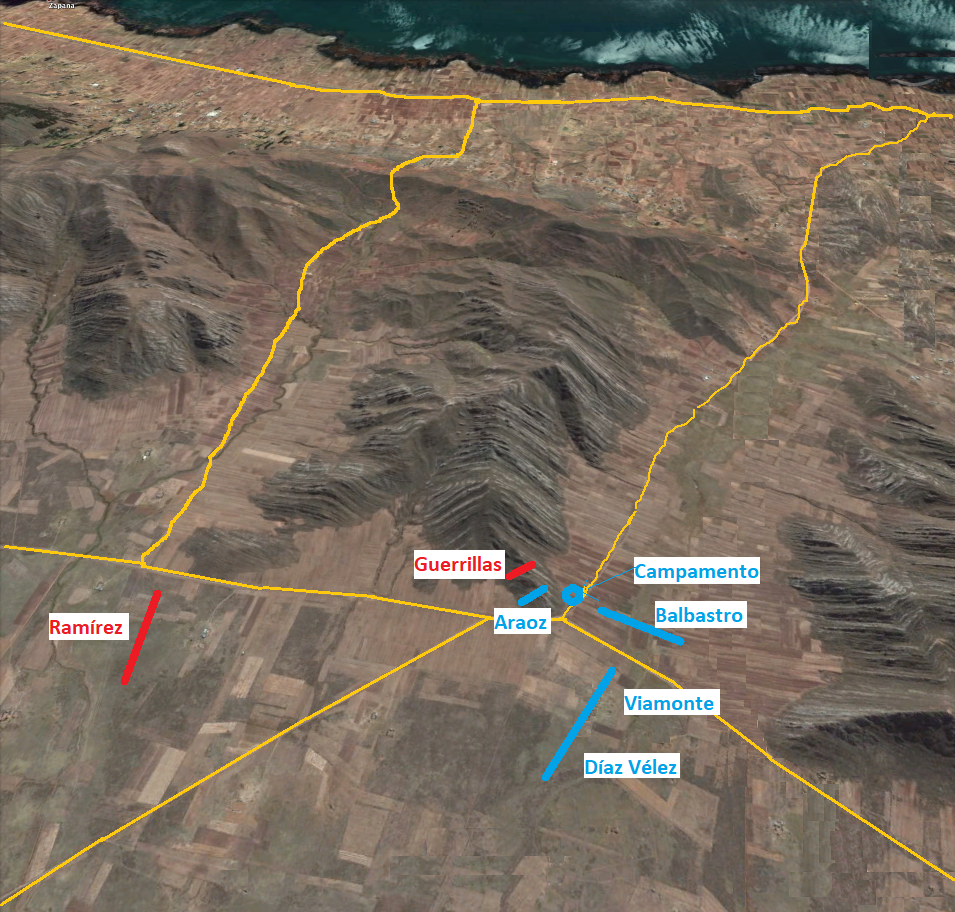
Zona sur quebrada Yuraicoragua. Disposición inicial. Color rojo: Ejército Real del Perú. Color azul: Ejército Auxiliar del Alto Perú

Primera fase: Para cumplir la misión de separar a las divisiones de Viamonte y Díaz Vélez de las fuerzas de Castelli-Balcarce, ubicadas al otro lado de la quebrada, Ramírez tenía que ocupar indefectiblemente ese cerro. A tal efecto ordenó a sus guerrillas avanzadas que lo atacaran mientras el grueso de sus fuerzas se dirigían a ocupar su base.  En la marcha de aproximación por la pampa de Chiribaya tuvo que soportar durante dos kilómetros el fuego impune de la artillería y fusilería que descargaba Aráoz desde la cima hasta que pudo llegar a unos cerros de menor altura que le sirvieron de protección.  Por ese punto sus fuerzas salieron a la pampa donde se reorganizaron en escalones para iniciar el combate por el dominio del cerro. Viamonte comprendió que toda la batalla se centraría en sostener esa posición y sus alrededores. Reforzó así las fuerzas de Aráoz enviando sucesivas compañías que sacó del primer batallón del regimiento N.º 6 y reforzó la artillería adicionando una culebrina de mayor calibre y un obús. La lucha en ese sector, por el tipo de terreno, fue caótica. 

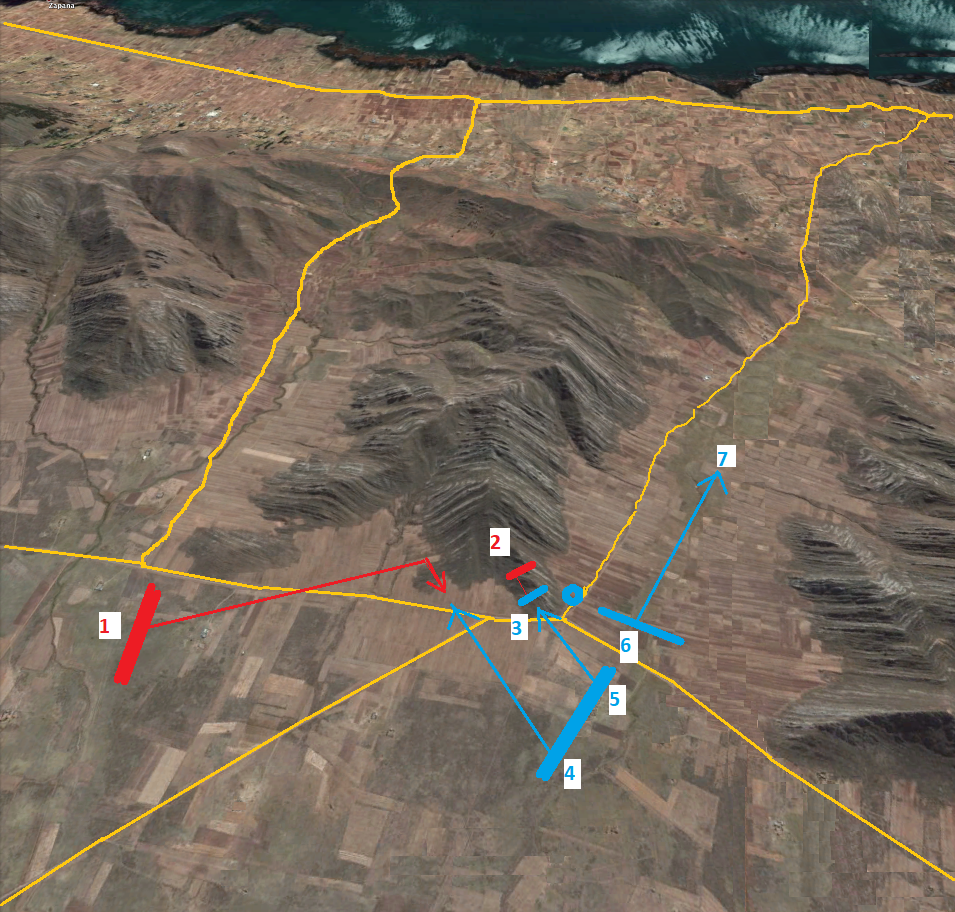
Situación 10:00 horas: 1 y 2) Ataque de Ramírez y su vanguardia; 3-5) Aráoz sostiene su posición y recibe ayuda de Viamonte; 4) Díaz Vélez ataca a Ramírez; 6-7) Balbastro adelanta 4 compañías

Segunda fase: Con la aparición de Ramírez en la pampa a 500 metros del cerro, Viamonte ordenó a Díaz Vélez que se hiciera cargo de todo el combate por el dominio del cerro y sus alrededores. Así, a las dos horas de iniciada la batalla, Díaz Vélez, con los granaderos de Chuquisaca y una compañía de dragones a pie, con un obús y una culebrina de a 4,  entró en acción contra las fuerzas de Ramírez. Según Viamonte, se desarrolló entonces “la más formidable acción” que haya conocido. Después de dos horas de combate, pasado el mediodía, la infantería de Ramírez pareció flaquear y su caballería comenzó a retirarse. Díaz Vélez ordenó que la caballería del ejército auxiliar, superior en número a la de Ramírez, entrara en acción. Así se hizo pero, lamentablemente, esas fuerzas se dispersaron en acciones secundarias y no tuvieron ningún peso en la batalla. Entonces Díaz Vélez pidió refuerzos a Viamonte para acelerar el colapso del enemigo. La negativa de este daría lugar a que tanto Díaz Vélez como otros oficiales lo responsabilizaran a posteriori por el resultado de la batalla. La realidad era que, en ese momento, lo que quedaba del regimiento N.º 6 de Viamonte más el resto de la división de Díaz Vélez que no había entrado en combate, se habían reducido a solo 300 hombres. Era la única reserva disponible que tenía Viamonte para hacer frente, por un lado, al combate todavía indeciso que conducía Díaz Vélez y, por el otro, a una nueva columna enemiga que apareció desde el norte marchando por la quebrada y las alturas occidentales de la misma rumbo al cerro y a la línea secundaria defendida por el batallón N.º 2 de Balbastro, que para entonces, ya estaba reducido a la mitad por una desafortunada decisión táctica de avanzar cuatro compañías hacia el centro de la quebrada.
Tercera fase: Para Viamonte, la presencia de estas fuerzas que venían del norte era una señal inquietante de lo que podía estar sucediendo al otro lado de la quebrada y cuya evolución desconocía por completo. La columna enemiga estaba al mando del mayor general Juan Pío de Tristán, primo de Goyeneche, y eran las mejores tropas del Real Ejército del Perú: el batallón de Puno, el Real de Lima, y una compañía de zapadores. Habían realizado una marcha de aproximación difícil, subiendo y bajando cerros a través de la cadena del Vilavila, sin perder la orientación ni agotarse en el esfuerzo. Cuando atacaron desde una posición más elevada por el lado derecho del cerro, la sorpresa y el aumento de bajas quebró la resistencia de los guerrilleros de Aráoz que comenzaron a retroceder en completo desorden. Al bajar a la quebrada arrastraron consigo a las fuerzas de Balbastro que tampoco estaban en condiciones de sostener la posición si el enemigo dominaba las alturas. Lo mismo sucedió con las fuerzas de Díaz Vélez que también retrocedieron desordenadamente. Ante esta favorable situación, Ramírez ordenó la persecución del enemigo.
Cuarta fase: 
Por puro azar, los soldados que huían en desorden no se dirigieron hacia las tropas de la reserva al mando de Viamonte ubicadas en la pampa sino que pasaron lejos, por su derecha, rumbo a Jesús de Machaca. Esta reserva, descansada y en perfecto orden, pudo así rechazar con un violento fuego de fusilería a las tropas que venían en persecución, ya agotadas por tantas horas de marcha y combate. Ramírez suspendió la maniobra sin saber que solo enfrentaba a 300 soldados y un cañón y se dedicó a saquear el abandonado campamento del ejército auxiliar. Díaz Vélez y Aráoz, adelantándose a las fuerzas que huían, lograron contenerlas y reorganizar a gran parte de estas. Se formó así una nueva línea a dos kilómetros de la posición inicial, detrás de las fuerzas de Viamonte. Cuando este ordenó a su vez la retirada de la reserva para que salieran del alcance del fuego enemigo que provenía del cerro, estas comenzaron a desorganizarse pero terminaron contenidas por esta segunda línea en formación. Hasta ese momento y teniendo en cuenta la sorpresa inicial, la situación no era tan grave. De unos 2100 soldados iniciales quedaban en la línea 1500, faltaban 600 de los cuales había que descontar 60 bajas por lo que eran 540, en su gran mayoría desertores, los que habían huido hacia Jesús de Machaca o se habían dispersado en los cerros aledaños. Pero lo más sorprendente y decisivo fue la conducta de una gran proporción de oficiales (capitanes, tenientes y subtenientes) que habían huido, algunos incluso antes de entrar en combate, y que pertenecían a las mejores unidades del ejército auxiliar.
Quinta fase: Mientras las tropas del ejército auxiliar se reorganizaban y descansaban en esta nueva línea de combate frente a un enemigo en actitud expectante, tuvieron que presenciar cómo el campamento era saqueado por el enemigo: municiones, carpas, mochilas, efectos personales y, especialmente, abrigos y comida. Antes del mediodía Viamonte había intentado infructuosamente localizar a Francisco del Rivero y su caballería que habían salido de Jesús de Machaca al amanecer rumbo al puente construido sobre el río Desaguadero, es decir, a no más de 10-11 kilómetros de la quebrada de Yuraicoragua. Rivero apareció recién a las 16 horas, cuando caía la tarde. La relación entre Rivero y los jefes del ejército auxiliar nunca fueron buenas y resultó inexplicable que habiendo escuchado desde las primeras horas del día el accionar de fusiles y cañones en la salida de la quebrada, no dedujera que el ataque sorpresivo de Goyeneche en ese lugar había anulado el plan de Castelli. La presencia tardía de Rivero y sus 1500 hombres no alteró la situación. Con prudencia, Ramírez no comprometió sus fuerzas en la pampa. Sencillamente las subió a los cerros donde la caballería no tenía ninguna capacidad ofensiva.

### Retirada del Alto Perú
Luego del fracaso de Huaqui, la huida del ejército fue un verdadero desastre y, faltos de todo apoyo, los grupos de soldados cruzaron el Altiplano como pudieron, huyendo hacia Humahuaca. Los regimientos de Díaz Vélez y de Toribio de Luzuriaga fueron los que mantuvieron la mayor cohesión y disciplina.
El 29 de agosto de 1811, desde la localidad de Mojo, Díaz Vélez informó al gobierno de sus actividades entre el 7 y 29 de agosto. Después de describir su participación en la desastrosa batalla de Sipe Sipe o batalla de Amiraya, librada el 13 de agosto de 1811, comentó que Del Rivero se había retirado a Cochabamba sin cumplir lo que habían acordado y esperó allí a Goyeneche que llegó el día 16 donde se pusieron de acuerdo.
Ante la defección de Del Rivero, la primera Revolución de Cochabamba llegó a su fin. Díaz Vélez vio que la reunión de las tropas chuquisaqueñas era imposible por lo que se retiró a Charcas donde llegó el 19 en la que no hubo día en que no corriera serios peligros por culpa de los agentes secretos de Goyeneche. En la madrugada del día 22 salió de Charcas y recién el 28 pudo encontrarse, en Nazareno, con Castelli y otros jefes. Sin ocultar su estado de animo finalizó su oficio diciendo:

[...] Ahora conocerá vuestra excelencia que todo lo que no consiguen las fuerzas que se organicen de Jujuy para adelante [es decir hasta Buenos Aires] jamás lo hará el Perú [Alto Perú]. La ignorancia imponderable de estos pueblos, la multitud de antipatriotas que han quedado impunes por el sistema de lenidad [o blandura para exigir el cumplimiento o castigar faltas] que vuestra excelencia adoptó con sanas intenciones [se refiere a Manuel Tardío, José Eugenio del Portillo, Esteban Agustín Gazcón y Matías Terrazas amigo personal de Mariano Moreno en cuya casa había vivido cuando era estudiante en Chuquisaca y que Castelli había confinado] [...] inducen una absoluta necesidad de adoptar un plan diametralmente opuesto [a la lenidad de la Junta] así para las operaciones militares como para el manejo económico y político de lo interior de estas provincias poseídas del egoísmo y del espíritu servil que han heredado de sus mayores.
Díaz Vélez a la Junta Superior Gubernativa en (Biblioteca de Mayo, 1962, p. 11561-11563, tomo XIII)

Con este oficio, Díaz Vélez fue uno de los primeros jefes militares que advirtió las dificultades que debía enfrentar un ejército operando en las provincias alto peruanas y  lo que debía cambiarse, tanto en la estrategia militar como en los aspectos políticos y económicos.
El 25 de septiembre, el Primer Triunvirato, como una de sus primeras medidas nombró al coronel Juan Martín de Pueyrredón, general en jefe del Ejército Auxiliar del Alto Perú en reemplazo de Viamonte. Recién el 14 de octubre, estando en Salta, Pueyrredón tomó conocimiento de que estaba a cargo de un ejército que definió como de

miserables y desconcertantes restos.

Las tropas regulares habían quedado reducidas a la división de Díaz Vélez, que desprovista de armas, municiones y víveres llegó hasta Tupiza. El Triunvirato ordenó a Pueyrredón que el Ejército Auxiliar hostilizara constantemente al ejército realista ya que no se encontraba en condiciones de producir un ataque directo contra este, y de esta manera evitara su efectivo avance sobre las provincias altoperuanas. Esta dificultosa misión fue la que Pueyrredón confió a su segundo, Díaz Vélez quien eligió a Manuel Dorrego para ayudante suyo.

Díaz Vélez, si bien no era un brillante militar, tenía capacidad de mando y cierto trato liberal con sus subordinados.

Su carácter se hacía notar por

...su valor temerario, su fogocidad, su alma de guerrero.

Díaz Vélez contó con la colaboración de la caballería de Martín Miguel de Güemes.
Pueyrredón, después de hacerse del tesoro de la Casa de Moneda de Potosí, temeroso de una derrota y queriendo desempeñar un papel político en el Primer Triunvirato, pidió su relevo, aunque previamente envió a Díaz Vélez los refuerzos que pudo al enterarse de la incorporación del coronel realista Picoaga.
Díaz Vélez venció en el combate de Cangrejos al coronel realista Barreda y, el 12 de enero de 1812 libró, en la quebrada ubicada junto al río Suipacha, el Combate de Nazareno, contra Picoaga. Si bien su resultado fue adverso o impreciso sirvió para aliviar la presión española contra Cochabamba.
Unos días después, el 18 de enero de 1812 y por órdenes de Díaz Vélez, Güemes recuperaba Tarija que se encontraba ocupada por partidarios del virrey del Perú a quien inmediatamente le ordenó reintegrarse al ejército lo cual realizó llevándose de Tarija 300 hombres, 500 fusiles y dos cañones. Díaz Vélez debió retirarse a Jujuy ante la proximidad de las tropas de Goyeneche, numéricamente superiores.

## Segunda Campaña al Alto Perú
Manuel Belgrano se hizo cargo del Ejército del Norte el 26 de marzo de 1812 en reemplazo de Juan Martín de Pueyrredón. Eustoquio Díaz Vélez fue nombrado mayor general o segundo jefe. Rápidamente los jefes militares se dedicaron a reorganizar los restos de 700 desmoralizados efectivos.
Díaz Vélez, en esta etapa de reorganización del ejército, creó un cuerpo de caballería denominado los «Patriotas Decididos» integrado por un escuadrón de voluntarios y gauchos jujeños, puneños y tarijeños. Recibió el apoyo de estos granaderos irregulares integrados por jóvenes de entre 18 y 30 años de edad quienes aportaron sus propias armas y cabalgaduras a la tropa.

### Éxodo Jujeño y Batalla de Las Piedras
Cuando Belgrano recibió del Primer Triunvirato su nombramiento efectivo de general del Ejército Auxiliar del Alto Perú y las órdenes de replegarse hasta Córdoba, previo paso a través de Tucumán -ya que las autoridades revolucionarias consideraban imposible la posibilidad de hacer frente a los 4.000 efectivos del ejército realista que avanzaba desde Suipacha hacia el sur-, el general patriota decidió, a pesar de estar en contra de la orden recibida- abandonar la ciudad de Jujuy y sus fincas, quemar los campos sembrados y llevarse el ganado aplicando una política de tierra arrasada contra el ejército invasor. Históricamente este episodio de los pueblos del norte en el proceso revolucionario se denominó el Éxodo Jujeño.
Díaz Vélez, al mando de los Patriotas Decididos y que hasta ese entonces había tenido a su cargo la vanguardia del ejército patriota, comandó la retaguardia del mismo y del éxodo, haciendo abandono de la ciudad, junto con los capitulares, el 23 de agosto de 1812. Su misión era controlar el avance de las fuerzas invasoras realistas.
Díaz Vélez se ofreció para apoyar a la revolución que había estallado en la ciudad de Cochabamba pero la falta de tropa suficiente desvaneció el proyecto. Sin la ayuda de las provincias "de abajo", la ciudad altoperuana fue ocupada por el mariscal de campo de los ejércitos realistas José Manuel de Goyeneche.
También contó con la colaboración del altoperuano Manuel Ascencio Padilla y de su esposa Juana Azurduy de Padilla quien pasó por Jujuy directamente hacia Tucumán.
Díaz Vélez restableció la comunicación con Belgrano a fin de agosto y le informó al general sobre el avance constante de los realistas por lo que se decidió reforzar la retaguardia con infantería y artillería.
Cuando los patriotas fueron alcanzados por un destacamento de 600 españoles que enviara el brigadier realista Juan Pío Tristán y comenzaron a ser derrotados, Díaz Vélez reaccionó rápidamente y contraatacó en la batalla de Las Piedras, del 3 de septiembre de 1812, deteniendo el avance de las tropas reales y logrando una victoria que permitió revertir la desmoralización de las tropas y la continuación del éxodo hacia el sur.

### Batallas de Tucumán y Salta
Su aporte resultó de vital trascendencia en los preparativos para el choque que se libraría el día 24 de septiembre de 1812 siendo el nexo del que se valieron los Aráoz para llegar a Belgrano. Estuvo en la reunión en la que Belgrano se dejó convencer por Bernabé, Pedro Miguel y Cayetano Aráoz ―la familia más poderosa de la ciudad de San Miguel de Tucumán, quienes eran sus parientes maternos― para enfrentar a los realistas.
En parte por estas conversaciones y la victoria de Díaz Vélez en Las Piedras, Belgrano se atrevió a dar la batalla de Tucumán, el 24 de septiembre de 1812, la que resultó la victoria más importante de la guerra de la Independencia Argentina y selló la suerte de la revolución. Díaz Vélez ofició de mayor general.
Si bien Belgrano había sido arrastrado por el desbande de un sector de su tropa fuera del escenario de las acciones, el campo de batalla quedó en manos de la infantería patriota. Díaz Vélez, al observar que se había quedado sola y sin las tropas de la caballería, cauto y firme como era su costumbre, logró tomar el parque del brigadier Pío Tristán, con treinta y nueve carretas cargadas de armas, municiones, parte de los cañones y centenares de prisioneros. Luego tomó la acertada medida de replegar ordenadamente la infantería hacia la ciudad de San Miguel de Tucumán, colocándola en los fosos y trincheras que se habían abierto allí. Con la ayuda de las tropas de la reserva y llevándose también a los heridos, se hizo fuerte en la ciudad. También reorganizó la artillería y apostó tiradores en los techos y esquinas, convirtiendo a San Miguel en una plaza inexpugnable. Encerrado en ella, protegido por las fosas, Díaz Vélez aguardó expectante como triunfador ya que en gran medida, con su accionar, decidió la victoria de las armas de la revolución ese día.
Pío Tristán, temeroso de lo que podía esperarle a sus tropas dentro de la urbe, optó por amagar un par de entradas, pero ordenó la retirada ante los primeros disparos enemigos. Su último intento lo fue utilizando la vía diplomática: frente a la intimación de rendición en un plazo de dos horas que le efectuara el jefe realista bajo amenaza de incendiar la ciudad, Díaz Vélez le respondió con vehemencia, invitándolo a que se atreviese, ya que las tropas de la patria eran vencedoras y que había adentro 354 prisioneros, 120 mujeres, 18 carretas de bueyes, todas las municiones de fusil y cañón, 8 piezas de artillería, 32 oficiales y 3 capellanes tomados al ejército realista. Agregó que, de ser necesario, degollaría a los prisioneros, entre los que se encontraban cuatro coroneles.

Si V.S. se halla con la energía de que se lisongea para atacar, tema en el resultado los consiguientes de unas armas vencedoras justamente irritadas. Nuestra caballería en número superior a las fuerzas de V.S., al mando de mi digno General en Jefe el señor Brigadier Don Manuel Belgrano, que corta a V.S. toda retirada, concluirá el corto resto de los despojos que quedan a su mando; y solo serán sus ruinas el cuadro en que se eleve el estandarte de nuestra libertad ... (Eustaquio Díaz Vélez, parte oficial de la Batalla de Tucumán, 29 de septiembre de 1812).

[Tristán], vencido como estaba, sin artillería, municiones ni bagaje, tuvo el atrevimiento de intimar rendición al pueblo, donde se había retirado la infantería con parte de la caballería. El mayor general Eustoquio Díaz Vélez, que la mandaba, era uno de esos hombres cuya existencia siempre había estado unida a la de la patria. Con su respuesta enérgica, deshizo su débil esperanza y lo obligó a una confusa y vergonzosa retirada. (Funes, 1856, p. 384 vol.2)

Tristán no se atrevió a cumplir con su amenaza y, reconociendo su situación de vencido, se retiró a Salta.
Durante la retirada enemiga, Belgrano ordenó a Díaz Vélez picar la retaguardia del ejército derrotado en su huida al norte, logrando tomar muchos prisioneros y rescatar también algunos que habían hecho las tropas realistas.
De su actuación en la Batalla de Tucumán se ha dicho que:  

Resulta indudable que el coronel Díaz Vélez, en su calidad de Mayor General, fue el héroe de la jornada en la cual se define el triunfo de los patriotas, gracias a la energía y el coraje como actuó.
Manuel López Rouges. La Anarquía Tucumana y la guerra civil.

Díaz Vélez asistió, como oficial y sin armas, al acto religioso y patriótico de designación de la Virgen de la Merced como «Generala del Ejército» que efectuó el general Belgrano debido a que la batalla aconteció el 24 de septiembre de 1812, día en que se conmemora la popular devoción a Nuestra Señora de las Mercedes.
Desde entonces Díaz Vélez, como muchos otros patriotas, comenzó a lucir en su pecho el escapulario de su Generala.
A los pocos días fue enviado a tomar Salta, antes de que llegara hasta allí el ejército enemigo. Liberó de la cárcel al coronel Juan Antonio Álvarez de Arenales, junto al cual logró ocupar la ciudad. Debieron evacuarla a principios de octubre, cuando fue ocupada por el ejército de Tristán.
Debido a su prestigio, se le encargó reorganizar, en noviembre de 1812, el Regimiento n.º 6 de Pardos y Morenos Patricios, compuesto por 782 hombres de tropa afroamericanos.
El día 13 de febrero de 1813 el Ejército del Norte a orillas del río Pasaje prestó juramento de obediencia a la soberanía de la Asamblea del Año XIII y fue Díaz Vélez, como mayor general, quien, además de conducir la bandera celeste y blanca reconocida por la Asamblea, tomó juramento de fidelidad a la misma al general Belgrano, quien después hizo lo propio con Díaz Vélez y el resto del ejército. Como consecuencia de tan trascendente acto, desde entonces a este río se lo denomina también con el nombre de Juramento.
Pocos días después, en la batalla de Salta, el 20 de febrero de 1813, Díaz Vélez dirigió un ala de la caballería argentina y aunque recibió una herida de gravedad en su muslo izquierdo al ser atravesado por una bala de fusil que le produjo un enorme sangrado, el enfrentamiento resultó una nueva e importante victoria para el ejército independentista.

En el calor de este combate fué herido gravemente el mayor general Diaz Velez, quien no estimando tanto sus dias, que quisiese prolongarlos con peligro de la victoria, ocultó su desgracia y continuó el servicio, hasta que faltándole las fuerzas, lo obligó el general á retirarse.

Luego de la batalla, Díaz Vélez, aún convaleciente como consecuencia de la herida sangrante que el enemigo le había ocasionado al inicio de la acción, recibió una visita de cortesía del vencido Pío Tristán.
Belgrano aprovechó la victoria de Salta para nombrarlo gobernador militar de la Intendencia de Salta del Tucumán de las Provincias Unidas del Río de la Plata, cargo que ocupó entre el 13 de marzo y el 13 de septiembre de 1813.
Concluida la batalla de Salta, en que por primera vez flameó la enseña patria en una acción de guerra, la bandera fue colocada en el balcón del Cabildo de Salta por Díaz Vélez y los trofeos apoderados de los realistas ubicados en la Sala Capitular. En su condición de gobernador militar de Salta, Díaz Vélez fue la primera autoridad salteña en enarbolar la bandera celeste y blanca.
Además la Asamblea del Año XIII declaró a Belgrano, a Díaz Vélez -como uno de sus oficiales- y a los soldados victoriosos en Salta

Beneméritos en Alto Grado.

También se le ordenó la formación de un regimiento de caballería del Perú, el que quedó bajo su mando.

### Potosí y batallas de Vilcapujio y Ayohuma
Los triunfos de Tucumán y Salta permitieron la recuperación del Alto Perú por los revolucionarios. Díaz Vélez, como jefe de la avanzada del ejército vencedor, entró triunfante en la ciudad de Potosí, el 17 de mayo de 1813. El pueblo potosino lo recibió exultante con:

Víctores á la Patria, á la Union y á la América del Sud.

Cuantos me veían se acercaban, hombres y mujeres en tropel a hablarme, disputando unos con otros quien había de hacerlo primero; y habiéndome desmontado del caballo, luego que llegué al patio de la casa en que estoy alejado..., me levantaron en andas hasta ponerme en la cabecera de la sala principal que estaba dispuesta con el mejor adorno.

A su arribo, trató de convencer a los altoperuanos que sus enemigos eran los limeños, quienes habían sido sus invasores y se habían apoderado de las provincias hermanas de arriba del Río de la Plata, de sus libertades y de sus recursos ―en especial de su producción de plata― y que el ejército de Buenos Aires había venido para protegerlo de los realistas.

Habitantes del Alto Perú: Los vencedores de Tucumán y Salta, vuestros hermanos, han venido a protegeros contra los tiranos de Lima que nos tenían esclavizados.

Desde Potosí bregó por la causa de la libertad de los patriotas americanos en los siguientes términos:

Americanos todos, y cuantos tenéis la gloria de llamaros patriotas, no omitáis medio alguno de hostilizar al enemigo, y dar firmeza al gran sistema de nuestra libertad, que siguiendo las bases de la  religión, de la justicia y del orden público, la victoria será nuestra y no quedará ni memoria de los tiranos. Potosí y mayo 22 de 1813.

Ante la presión de los ejércitos realistas debió retirarse de la ciudad.
Bajo la jefatura de Belgrano, durante  la batalla de Vilcapugio, el 1 de octubre de 1813, dirigió la caballería patriota. La lucha determinó una franca victoria para las tropas españolas comandadas por Joaquín de la Pezuela.
Sorprendido Belgrano, él subió a un morro asido de la bandera y llamó a reunión a su tropa. Únicamente acudieron 300 efectivos de los 3600 soldados patriotas. Entre ellos, el mayor general Eustoquio Díaz Vélez, Lorenzo Lugones, Gregorio Perdriel, Diego Balcarce y Gervasio Dorna.
Por la noche Belgrano pudo evadir a los españoles y emprender la retirada, acordando con Díaz Vélez que este tomara la ruta hacia Potosí y reuniera a los otros hombres dispersos.
Díaz Vélez se dirigió rumbo a Potosí a la cabeza de un cuerpo de tropas y logró reunir a un gran número de las fuerzas disgregadas luego de Vilcapugio. Fue ayudado por Manuel Padilla y su esposa Juana Azurduy. A la marcha se le sumaron Lorenzo Lugones y Gregorio Perdriel. Desde Potosí, Díaz Vélez le escribió a Belgrano haciendo varias consideraciones sobre los inconvenientes de abandonar la villa y atacar al ejército realista, por la escasez de los medios y debido al estado de los pueblos, y le indicaba asimismo las ventajas que se obtendrían si el fuera a Potosí a organizar las fuerzas.
Belgrano, con el resto del ejército, se ubicó sobre el flanco izquierdo del enemigo para proseguir la Campaña del Alto Perú.
Tanto los patriotas rioplatenses como los realistas sabían que la posesión de Potosí y de su Cerro Rico eran indispensables para el éxito de la Revolución de Mayo. Las minas potosinas eran una fuente fenomenal de producción de plata y, ante la caída del comercio como consecuencia del proceso revolucionario, constituían la única fuente segura para lograr los recursos económicos que permitían el sostenimiento de los innumerables gastos para sostener una guerra contra España.
Hacia mediados de mes, Díaz Vélez recibió de la vanguardia realista comandada por el coronel salteño Saturnino Castro —quien había sido tomado prisionero luego de la victoria patriota de la Batalla de Salta, y dejado en libertad bajo palabra de honor de no volver a tomar las armas en contra de la revolución— un reto caballeresco, desafiando con un escuadrón de cien dragones a toda su división en el campo que el mayor general eligiera. Díaz Vélez le contestó que no lo reconocía sino por un perjuro a la capitulación de Salta y que sería ahorcado si caía en su poder. En Jocalla, Castro atacó a Díaz Vélez con todo su destacamento pero fue rechazado por el mayor general.
Díaz Vélez volvió al cuartel general patriota en Macha, trayendo 500 hombres. El general de Belgrano reunió a sus oficiales superiores para seguir el plan de acción. Díaz Vélez encabezó la opinión de la mayoría de los oficiales de retirarse a Potosí antes de arriesgar nuevamente a las huestes revolucionarias ya que sostenía que se debía esperar en ese punto a los cañones que les serían remitidos desde Salta debido a la inferioridad numérica de la artillería patriota de la que buena parte había quedado en Vilcapugio y solamente contaba con ocho malas y pequeñas piezas.
Pero el general Belgrano insistió en enfrentar a los realistas.
El 14 de noviembre de 1813, en la batalla de Ayohuma las fuerzas patriotas al mando de Belgrano fueron otra vez derrotadas por los ejércitos reales comandados por de la Pezuela. Díaz Vélez guio de nuevo a la caballería.

Con gran coraje, Díaz Vélez, con menos de un centenar de jinetes, protegió la retirada de los infantes, soportando un fuego graneado que no se detuvo hasta la puesta del sol.

Durante la retirada, por orden de Belgrano, y para cubrir sus espaldas, intentó volar el edificio de la Casa de la Moneda de Potosí pero el aviso de un oficial a la población lo evitó.
Ambas derrotas marcaron el fin de la Segunda Expedición Auxiliadora al Alto Perú y si bien el ejército realista no fue derrotado la revolución logró mantenerse al sur.
El 16 de diciembre de 1813, el Segundo Triunvirato dispuso que el coronel José de San Martín, quien gozaba de una gran influencia sobre los nuevos triunviros, secundara al general Belgrano en el mando del vencido Ejército del Norte. El despacho mandó lo siguiente:

Por cuanto atendiendo a los distinguidos servicios, adhesión decidida al sistema de libertad, talentos militares, valor acreditado, y aptitud conocida del coronel del Regimiento de Granaderos a Caballo D. José de San Martín, ha venido en conferirle el empleo de Mayor General del Ejército Auxiliar del Perú, que servía en comisión el de igual clase del de Caballería de Línea D. Eustoquio Díaz Vélez, concediéndole las gracias, exenciones y prerrogativas que por este título le corresponden. Por tanto, ordena y manda se le haga, tenga y reconozca por tal Mayor General: para lo cual le hizo expedir el presente despacho.

Finalmente el gobierno decidió el reemplazo del propio Belgrano en la comandancia del Ejército del Norte ―ya que el general fue seriamente cuestionado por su actuación― y su relevo por San Martín. En la Posta de Yatasto, el 30 de enero de 1814, se produjo el traspaso del mando.

## El Directorio
Eustoquio Díaz Vélez volvió a Buenos Aires. El 3 de marzo de 1814 el primer Director Supremo de las Provincias Unidas del Río de la Plata, Gervasio Antonio de Posadas lo ascendió a coronel mayor y el 18 de marzo contrajo matrimonio con María del Carmen Guerrero y Obarrio  -hija de Rafael Guerrero y de Manuela de Obarrio- en la Iglesia de Nuestra Señora de Monserrat. Con ella tuvo tres hijos: Carmen (1816 - 1894), Manuela (¿1827? - 1886) y Eustoquio (1819 - 1909).
Inmediatamente fue enviado por el director Posadas, como teniente gobernador de Santa Fe, con el claro objetivo de impedir su secesión ya que el 1813, el comandante de Paraná, Eusebio Hereñú, había reconocido al caudillo de la Banda Oriental, José Gervasio Artigas, como «Protector de los Pueblos Libres» desconociendo la dependencia de Santa Fe y estableciendo de hecho la autonomía de Entre Ríos.
Frente al fracaso obtenido por los anteriores tenientes gobernadores el propósito del Directorio era que no aumentase la influencia de Artigas —quien, a finales de enero de 1814, se había retirado junto con sus tropas del Segundo Sitio de Montevideo contra los realistas y había roto con los directoriales—.
Díaz Vélez asumió el día 31 de marzo de 1814 y ocupó la ciudad política y militarmente. Se dedicó a enviar todo lo que pudo, por las buenas o por las malas, al Ejército del Norte. Su gobierno no contaba con las simpatías del pueblo, principalmente por no ser santafesino pero también por no respetar al ayuntamiento local.
El 14 de marzo de 1815 Díaz Vélez reunió al cabildo de Santa Fe y a los principales vecinos y religiosos comunicándoles que Artigas había enviado a su hermano Manuel Francisco Artigas para que en alianza con los indios fronterizos atacase a las tropas del Estado de las Provincias Unidas ubicadas en la ciudad y basándose en que el ejército a su mando no tenía la fuerza suficiente como para enfrentar el ataque resolvió retirarse con este a Buenos Aires

con el fin de no exponer a este pueblo a los desastres consiguientes de una guerra.

El 20 de marzo de 1815 las fuerzas artiguistas comandadas por Manuel Artigas, Eusebio Hereñú y la flotilla fluvial de Luis Lanché desembarcaron en Santa Fe y, el 24 de marzo, Díaz Vélez cumplió con su palabra de no combatir y librar al pueblo de una guerra civil entregando el mando del gobierno al cabildo para que usara la autoridad de manera “precautiva y preventiva”. Tres días después, Díaz Vélez debió abandonar la ciudad y el 31 el cabildo resolvió que era

de necesidad absoluta nombrar interinamente una persona de crédito, celo y actividad a quien encargar el gobierno y que concurriendo estas y las demás cualidades necesarias en la persona del ciudadano Francisco Antonio Candioti de unánime acuerdo lo eligieron y nombraron por tal gobernador político y militar, intendente de Hacienda interinamente hasta el Congreso General del Pueblo.

Santa Fe se iniciaba como una provincia autónoma.
El 2 de abril de 1815 cayó el nuevo director supremo, Carlos María de Alvear, por la rebelión de Ignacio Álvarez Thomas ―a la sazón al mando de un ejército enviado hacia Santa Fe para combatir a Artigas― y, el 26 de abril, la designación de Francisco Candioti como gobernador fue ratificada por una elección popular. Esta etapa fue corta, ya que Candioti estaba enfermo y el 25 de junio lo suplantó interinamente Pedro Tomás de Larrechea, falleciendo Candioti el 27 de agosto.
Díaz Vélez retornó a Buenos Aires pero rápidamente se incorporó al Ejército de Observación formado por 3000 hombres al mando del general Juan José Viamonte, quien volvió a Santa Fe e influyó para que el 2 de septiembre de 1815 el cabildo local restableciera la dependencia del gobierno de Buenos Aires, nombrando a Juan Francisco Tarragona como teniente de gobernador.
Sin embargo, en la localidad de Añapiré, el 2 de marzo de 1816, los caudillos Mariano Vera y Estanislao López se sublevaron y sitiaron la ciudad, capitulando Viamonte el 21 de marzo. Depusieron al teniente de gobernador y proclamaron la soberanía de la provincia y su ingreso a la Liga de los Pueblos Libres, de Artigas.
En abril de 1816, Díaz Vélez fue enviado en un tercer ataque hacia Santa Fe. Pero, buscando evitar una guerra civil y con la finalidad que los pueblos de Santa Fe, Entre Ríos, Corrientes y la Banda Oriental enviaran diputados al Congreso de Tucumán, firmó ―en la "Capilla del Paso de Santo Tomé", el día 9 de abril de 1816― con el comandante de las fuerzas de mar de Santa Fe el Pacto de Santo Tomé, por el cual el Ejército de Observación depuso al director interino Ignacio Álvarez Thomas, traspasó su jefatura a Díaz Vélez, en reemplazo de Belgrano, y acordó que la paz definitiva debía ratificarse entre ambos gobiernos y ser también aceptada por Artigas. La negativa de Artigas de firmar un acuerdo de paz definitivo provocó la no participación de representantes santafesinos en la Declaración de independencia de la Argentina en el Congreso de Tucumán.
En Buenos Aires la Junta de Observación presidida por Juan José Anchorena y el cabildo, que se oponían al director interino, rápidamente, el 16 de abril de 1816, aceptaron la renuncia presentada por Álvarez Thomas y nombraron como nuevo director interino a Antonio González Balcarce.
Díaz Vélez admitió de buen grado el nombramiento del director interino, cuya autoridad quedaba a la resolución del Congreso de Tucumán, institución a la que reconoció como fundamental para culminar la obra de la libertad y el orden de la Patria a través de la declaración de la independencia y la unión de todos los pueblos de América contra todo extranjero que atente contra estos derechos. Estas ideas fueron las que prevalecieron finalmente en dicho Congreso.

EXCMO. SEÑOR

He recibido los oficios de V. E. fecha 17 y 18 en que se aprueban las justas deliberaciones de este exército, con el nombramiento de los Diputados de las tres distintas Corporaciones que señala, y de haber recaído la alta dignidad de Director en la benemérita persona del Sr. Brigadier General D. Antonio Gonzalez Balcarce. Jamas podrè expresar á V. E. el júbilo de este exército que tengo el honor de mandar, luego que se le anunciaron tan plausibles noticias, por la proclama que incluyo, leida al exercito formado, y celebradas con una salva de artillería de 12 tiros en tierra, y uno por pieza en los 8 buques de guerra de que se compone la escuadrilla surta en este puerto.

Toda la oficialidad, marina, tropa veterana y de milicias tributan á V. E. los más sumisos respetos y agradecimientos como á su verdadero padre, y representante de ese heroyco pueblo, gloriándose de ser sus subditos, y yo tengo la honra de comunicarlo á V. E. para satisfacción de todos.

Dios guarde a V. E. muchos años. Quartel general en el Rosario abril 23 de 1816. Excmo. Sr. Eustoquio Diaz Velez.
Excmo. Cabildo, Justicia y Regimiento de Buenos-Ayres.
SOLDADOS Y COMPAÑEROS DE ARMAS
La mayor satisfacción me asiste al anunciaros que en los oficios que acabo de recibir del Excmo. Cabildo de Buenos-Ayres fechas 17 y 18, aquel heroyco pueblo de quien tenemos la honra de depender, ha nombrado de Directcr interino del Estado al benemérito Sr. Brigadier general D. Antonio Gonzalez Balcarce hasta deliberación del Augusto Congreso ya inaugurado el 25 del pasado en la inmortal Tucuman.

La conducta de nuestros paisanos, y el placer en que rebosa aquel gran pueblo, prueba la justicia, con que hemos emprehendido la obra que pronto veremos terminada á nuestro placer, al de todos los pueblos, y bien general de toda la América, y que eslabonará nuestros brazos contra todo extrangero que envidie nuestros sagrados derechos: soldados, solo resta, que los pasos que demos en adelante, sean marcados con la subordinacion, y disciplina de nuestra carrera; sin esto no hay Patria, no hay libertad, ni el orden á que anhelamos, obedeciendo con el más sumiso respeto á las Autoridades nuevamente constituidas á que os invito, y protesto guiaros siempre, saludando con vosotros a la Patria, á la libertad, al Soberano Congreso y á la union que viva.
Quartel general en el Rosario, 20 de abril de 1816.
Eustoquio Diaz Velez

Pocos días después de desconocido el pacto, el gobernador Vera atacó la ciudad de Santa Fe y logró reconquistarla, viéndose obligado Díaz Vélez a abandonarla ya que tampoco tuvieron éxito los esfuerzos de los comisionados (Comisión de Bienes Extraños) ―jurisconsultos doctores Alejo Castex y Miguel Mariano de Villegas, junto al contador Antonio Pósiga― ante el gobierno de la provincia de Santa Fe para acordar los términos de un cese de hostilidades: «Autorizado para estipular con el jefe de ese territorio la transacción de las diferencias que desgraciadamente existen entre ambos territorios». Dejó el suelo santafesino el 31 de agosto de 1816, llevándose con sus tropas y en nombre del Directorio, la campana del cabildo de la ciudad de Santa Fe.
Díaz Vélez retornó a Buenos Aires, donde formó parte de la renovada Logia Lautaro, creada a instancias de José de San Martín, quien trató de remediar su desprestigio, tratando vanamente de hacerla resurgir después de la caída del director Alvear. La nueva logia, llamada Gran Logia o Logia Ministerial, fue dirigida por el director supremo Pueyrredón, su ministro Gregorio García de Tagle y el general Tomás Guido, amigo y confidente de San Martín. Ella estuvo conformada por un grupo heterogéneo pero destacado de personalidades como Vicente López y Planes, el presbítero Antonio Sáenz, Feliciano Antonio Chiclana, Anchorena, Felipe Arana, Domingo French, Antonio Luis Beruti, Juan José Paso, Pedro José Agrelo, Manuel Moreno, Cornelio Saavedra, Manuel Belgrano, Marcos Balcarce, Juan Larrea y Esteban Agustín Gascón. La política de la Gran Logia se caracterizó por apoyar al director supremo elegido por el Congreso de Tucumán, Pueyrredón, quien brindó todo su apoyo al Plan Continental de San Martín y al Ejército de los Andes para terminar con la Guerra de la Independencia de Chile, dominado nuevamente por los realistas, restaurar el gobierno independentista y poner fin al dominio español en el Virreinato del Perú.
En 1817 Díaz Vélez fue designado comandante ayudante general del Estado Mayor.
El 26 de agosto de 1818, ante el arribo al puerto de Buenos Aires del buque transporte de tropas realistas “Trinidad”, que se había amotinado, Díaz Vélez fue la autoridad de las Provincias Unidas que les ofreció a los sublevados protección y apoyo del gobierno nacional. Así logró, además de la rendición de los 160 hombres del regimiento “Cantabria” que transportaba el barco, la entrega del buque con 4 cañones, 306 fusiles con bayonetas y todo el parque pero, lo que fue más importante, todos los planes, instrucciones secretas y códigos que los españoles pensaban utilizar en su expedición a Buenos Aires y a Chile que había decidido el rey Fernando VII de España, en consecuencia con la restauración absolutista en Europa y que habían impulsado tanto el embajador ruso en Madrid —Dimitri Tatischeff— como su ministro de Marina —el exvirrey rioplatense Baltasar Hidalgo de Cisneros— con el fin de recuperar las regiones del Plata y de Chile, que se habían independizado de la Corona española.
El 13 de noviembre de 1818 Díaz Vélez fue nombrado gobernador intendente interino de Buenos Aires, reemplazando a Juan Ramón Balcarce, quien se encontraba enfermo. El 6 de enero de 1819 dispuso la supresión de las corridas de toros en El Retiro, por encontrarse el circo en estado ruinoso y evitar males que pudieran sobrevenir al público. Revistó asimismo en la Plana Mayor del Estado Mayor hasta finales del año 1821.
Peticionó al Director Supremo Pueyrredón, que a través del soberano Congreso Nacional se separaran las funciones de gobernador de las de intendente general de policía. La petición fue acogida favorablemente y el 16 de marzo de 1819 fue designado intendente general de policía.

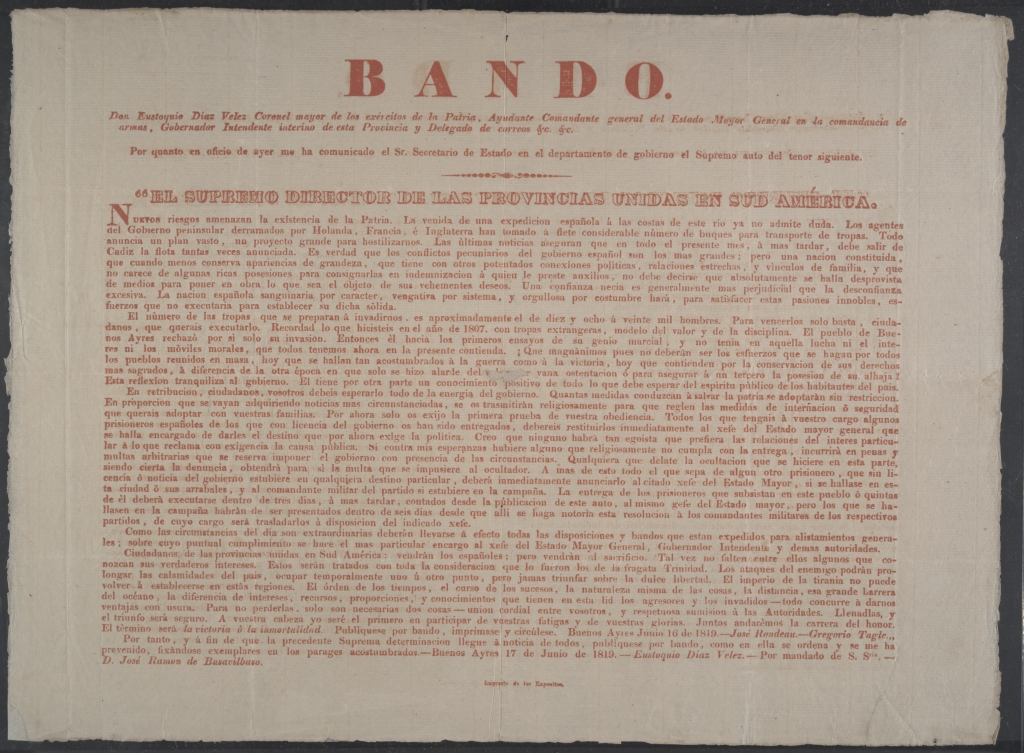
Bando del gobernador intendente interino de Buenos Aires, Eustoquio Díaz Vélez, en que publicó el decreto promulgado el 16 de junio de 1819, firmado por el director supremo José Rondeau y su ministro Gregorio Tagle, por el cual y frente a los nuevos riesgos que amenazan la existencia de la Patria, pone al país en pie de guerra debido a una potencial invasión española

Las principales reformas policiales que efectuó fueron: la creación de un comando único para su funcionamiento, la implantación del boleto de seguridad o registro de identidad de las personas, el traspaso de la administración del juego de lotería que se encontraba en manos de particulares y la puesta en práctica de la abolición total de la pena de azotes a los que eran sometidos los niños en las escuelas.
Fue nuevamente designado gobernador interino de Buenos Aires en reemplazo del general Juan Ramón Balcarce cuando este se incorporó al ejército comandado por el nuevo director supremo, José Rondeau, para una nueva campaña sobre Santa Fe.
Producido el Motín de Arequito y frente a la guerra contra el litoral el jefe del Estado Mayor, Saavedra, el 28 de enero de 1820, urgió al soberano Congreso la adopción de enérgicas medidas para remediar el estado precario del ejército. Asimismo Díaz Vélez pidió que el Congreso se reuniera urgentemente en sesión secreta. La reunión se llevó a cabo el 31 de enero y se decidió que el ex director supremo Pueyrredón junto a otro grupo de personas se exiliaran del país frente al peligro concreto que corría su seguridad individual. También el Congreso nombró director supremo sustituto al alcalde de primer voto Juan Pedro Aguirre, por 15 votos.
El 1 de febrero de 1820 se libró la batalla de Cepeda y la victoria del ejército federal frente al directorial ―comandado por José Rondeau, Juan Ramón Balcarce y Martín Rodríguez― terminó por mancillar el poder de este último.
El 9 de febrero Díaz Vélez renunció como gobernador intendente interino de Buenos Aires. El cabildo de Buenos Aires designó como gobernador intendente de Buenos Aires a Matías Miguel de Irigoyen y el 11 de febrero obligó a que el director supremo José Rondeau renunciara y además dejara el poder en manos del cabildo que nombró a Irigoyen como gobernador de la provincia de Buenos Aires. Las autoridades locales también exigieron la disolución del Congreso. Las autoridades nacionales habían cesado.
La Anarquía del Año XX exilió a Díaz Vélez en Montevideo. También debieron emigrar con idéntico destino Saavedra, Pueyrredón, Tagle y Viamonte, entre muchos otros.

## La época rivadaviana
La Sala de Representantes de la provincia de Buenos Aires sancionó, inmediatamente después de la asunción del gobernador general Martín Rodríguez y de su ministro Bernardino Rivadavia, la Ley del Olvido, fechada el 27 de septiembre de 1821, que permitió el retorno de los exiliados políticos y que cimentó la paz en la provincia. Gracias a ella Eustoquio Díaz Vélez regresó a Buenos Aires y, en el mes de octubre de ese año, se presentó al servicio activo quedando comprendido en las disposiciones de la Ley de Reforma militar, por lo que pasó a retiro el 26 de febrero de 1822 con sueldo completo.
Dejó así la carrera de las armas para ocuparse a las actividades camperas, tareas que realizó con gran éxito. Previamente ya había contado con un establecimiento rural en el Rincón del Toro, sobre las márgenes del Río Salado.
Aprovechó posteriormente la Ley de Enfiteusis rivadaviana y pobló gran cantidad de terrenos. Fundó varias estancias que actuaron como centros económicos, de comercio y comunicación. Las más conocidas fueron las célebres:
- El Carmen (ubicada en las cercanías del Fuerte Independencia, luego Tandil, en los actuales partidos de Rauch y Ayacucho),
- Campos de Díaz Vélez y
- Médanos Blancos (ubicadas al sur del río Quequén Grande y lindantes con el mar Argentino, en el actual partido de Necochea).

Se convirtió en el mayor propietario individual de campos en la provincia de Buenos Aires.
Constituido el Congreso General de 1824 y designado Rivadavia Presidente de las Provincias Unidas del Río de la Plata, se dictó el 4 de marzo de 1826, la Ley de Capitalización por la cual se declaraba a la ciudad de Buenos Aires como capital del Estado y aumentaba su perímetro a expensas de una importante superficie del territorio de la campaña de la provincia de Buenos Aires. Pocos días después, el 7 de marzo de 1826, se sancionó una segunda ley, disolviendo los poderes de la provincia de Buenos Aires, mediante la que se hacía cesar al gobierno provincial en el ejercicio de sus funciones. En la práctica, se nacionalizaban sus recursos, de modo que las ganancias de la aduana y del puerto, entre otros, pasaban a ser nacionales. El 12 de septiembre de 1826 otro proyecto de ley dividía el resto de la provincia en dos nuevas provincias: al norte la de Paraná, con capital en San Nicolás de los Arroyos y al sur la del Salado, con capital en Chascomús.
Juan Manuel de Rosas organizó en la provincia una protesta general contra esta política y se sublevó en Chascomús; puesto en prisión, fue liberado rápidamente debido a la presión popular.
El proyecto fue resistido por Díaz Vélez quien, junto a Rosas, Juan Nepomuceno Terrero, Nicolás Anchorena y otros importantes hacendados, recogieron cerca de setecientas firmas en su contra.

## Estanciero y político
Eustoquio Díaz Vélez no participó en las guerras civiles o externas de los años que siguieron. En cambio se dedicó a trabajar sus estancias ubicadas en la frontera bonaerense llegando a ser un poderoso hacendado con gran predicamento en el pueblo. Al mismo tiempo intercaló esta actividad con la política provincial.
Desde su establecimiento rural El Carmen, que levantó hacia 1825 sobre las márgenes orientales del arroyo Langueyú, construyó el casco de su estancia y a pocos metros, levantó una pulpería. En esa estratégica ubicación pasaba el camino hacia Tandil por el paso de la "Loma Partida". A la pulpería llegaban las tropas de carretas que comercializaban los productos del país y del pago y llevaban los lotes de ganado que abastecían Buenos Aires, Tandil y Lobería.
El gobernador de la provincia de Buenos Aires Manuel Dorrego, a través de un decreto de fecha 2 de enero de 1828 nombró a Díaz Vélez, para ese año, juez de paz de Chascomús. Asimismo Dorrego creó la Comisión de Hacendados, compuesta por los principales estancieros provinciales, que tenía como finalidad el restablecimiento del orden y la tranquilidad en la campaña y la redacción de un reglamento de policía. Para ello, el 28 de septiembre de 1828, Díaz Vélez fue elegido comisario de la campaña junto con Manuel Luzuriaga y Francisco Piñeyro.
Eustoquio Díaz Vélez integró —junto con su hermano José Miguel y otros 45 principales vecinos de la ciudad y de la campaña de Buenos Aires— la lista de Representantes de la Provincia que los generales Juan Lavalle —en carácter de gobernador provisorio de la provincia de Buenos Aires— y Juan Manuel de Rosas —como comandante general de campaña— convinieron en el artículo único del Convenio Reservado suscripto entre ambos líderes políticos, sobre el Pacto de Cañuelas, el 24 de junio de 1829, con el objetivo de detener la guerra civil que asolaba la provincia de Buenos Aires desde la revolución de diciembre de 1828. Además que los diputados serían elegidos en una lista mixta, por el convenio se elegiría a Félix de Álzaga para gobernador provincial, a Vicente López y Planes, para ministro de gobierno y a Manuel José García para ministro de hacienda, quedando a la voluntad del gobernador de la provincia el elegir la persona que debería desempeñar el ministerio de la guerra. Empero los hechos posteriores desencadenaron la firma de la Convención de Barracas, el 24 de agosto de 1829, por el cual ambos jefes políticos dejaron sin efecto el artículo único y secreto del Pacto de Cañuelas. Los dos pactos son considerados como pactos preconstitucionales argentinos.
Durante el gobierno provisional del general Viamonte, a través del decreto 1183 del 26 de septiembre de 1829, el ministro secretario de Gobierno Tomás Guido nombró nuevamente a Díaz Vélez miembro de la comisión de quince hacendados para que presente un reglamento de policía de campaña. La comisión estuvo compuesta, además de Manuel Luzuriaga y Francisco Piñeyo, por Lorenzo López, Luis Dorrego, Juan Barrenechea, Braulio Costa, Ramón Villanueva, Nicolás Anchorena, Juan Miller, Ladislao Martínez, Roque del Sar, Benito Lynch, Juan Pedro Barangot y Juan Miguens.
En los años 1831 y 1832 fue miembro de la comisión para la construcción de la nueva iglesia de Chascomús, cuya patrona era Nuestra Señora de la Merced. La obra fue encomendada al ingeniero Felipe Senillosa, quien le imprimió un estilo postcolonial. La piedra fundamental fue colocada en la Navidad de 1832 y su edificación demoró quince años.
Inició el negocio pacífico con los indios amigos de la frontera que se ubicaron en el interior de la misma aunque debido a las grandes extensiones de los campos y a la muy poca población existente en un área tan expuesta a los peligros este sistema no dio los resultados esperados.
Una carta sin destinatario, fechada en septiembre de 1831, muestra lo que pensaban los hacendados sobre la política indígena vigente mencionando lo ocurrido en una de las estancias de Díaz Vélez: 

Los Indios se pasean como dueños por nuestros campos considerándose amos de todo cuanto hay en ella, de tal modo que el otro día llegó un cacique a la estancia de Díaz Vélez y habiéndose resistido el capataz a darle caballos a 60 y tantos indios que lo acompañaban, aquel recogió las manadas de su autoridad, los hizo mudar a todos y se marchó, sin que auxilio alguno protegiese la propiedad atacada. AGN, X, 23.9.5). (Ratto, 1994, p. 14-15)

Producida la Revolución de los Restauradores ―que enfrentó a los federales «cismáticos» del general Juan Ramón Balcarce, gobernador de la provincia de Buenos Aires, y a los federales «apostólicos», seguidores de Rosas―, el general Díaz Vélez integró la comisión compuesta con Gervasio Rosas (quien era amigo personal de Balcarce), que se entendió con Braulio Costa y Félix de Álzaga para conferenciar y buscar una conciliación con el gobernador Balcarce y sus notables, convocados al efecto. Si bien Balcarce aceptó, en principio, renunciar al cargo, no lo hizo finalmente por influencia de su ministro, el general Enrique Martínez. Finalmente, ante el avance de las tropas del general Agustín de Pinedo, jefe del movimiento revolucionario, Balcarce dimitió ante la legislatura el 3 de noviembre de 1833.
Díaz Vélez, quien se desempeñaba como diputado elegido por la 9.° sesión de la campaña ante la Sala de Representantes de la provincia de Buenos Aires, renunció a su cargo.
Durante el período comprendido entre los años 1833 y 1835 Díaz Vélez fue el más importante vendedor de cabezas de ganado en el territorio de toda la provincia.

## La oposición a Rosas
En 1839 Eustoquio Díaz Vélez apoyó la revolución llamada de los Libres del Sur contra las políticas del gobernador Juan Manuel de Rosas desde su estancia de Tandil.
En la zona del Fuerte Independencia la revolución tuvo gran aceptación. El general contaba con gran reconocimiento y ascendencia sobre los gauchos y paisanos. Fueron también parte de la sublevación Egaña, Miguens, Córdoba, Vázquez, Díaz, Arroyo, Miró, Abiaga, Zárate, Zelarrayán, entre otros.
Si bien el Fuerte Independencia se rindió sin luchar a los revolucionarios ―el 10 de noviembre de 1839― y estos se adueñaron del poblado por varios días, la derrota de los revolucionarios en la batalla de Chascomús, ocurrida unos días antes, ya había signado el fracaso de la revolución. Rápidamente arribó a las inmediaciones el coronel Echeverría, fiel al gobierno, proveniente de Tapalqué con muchos indios aliados. Estos últimos, al ver lo desprotegido que estaba el lugar, procedieron a saquearlo y a destruirlo salvándose un recinto amurallado donde se refugió Echeverría con un grupo de soldados. Los hombres que no se escaparon fueron heridos con lanzas y las mujeres y niños capturados. La población en ese momento que era de seiscientas personas quedó reducida a dos docenas de vecinos. Echeverría solicitó ayuda al general Ramírez que al frente de una fuerza numerosa avanzaba sobre Chascomús, el parte lo recibió el coronel Aguilera que a marcha forzada llegó al Fuerte, que fue abandonado por los indios quienes se llevaron miles de cabezas de ganado del pago.
El coronel Prudencio Ortiz de Rozas, hermano del gobernador provincial a cargo de la represión de los revolucionarios, dispuso:

... que los Señores Jueces de Paz por medio de los Alcaldes y Tenientes Alcaldes, procuren prender a todos los unitarios Salvajes Sublevados siguientes: José [Pereyra] Iraola, N. Rodríguez, Ventura Faramiñán, José Valenzuela y su cuñado, Eustaquio Díaz Vélez, Los Sáenz Valiente, Los Ramos [Mejía], los Neroz Ramón y Miguel, Martín y Félix Álzaga, Marcelino y Agustín Lastra, Gumersindo Serna, Eusebio Miguens, Vicente Valdez, Juan Madro (sic), y a más todas aquellas personas que transiten por el partido sin pasaportes; y que se hagan sospechosos aunque lleven los expresados pasaportes... Campamento en el Tullú (sic), Noviembre 18 de 1839.

Vinculado con la toma de Tandil, Díaz Vélez fue arrestado.
El 16 de septiembre de 1840, Rosas dictó un decreto que confiscó las propiedades de sus enemigos a los que llamó salvajes unitarios y que publicó en La Gaceta, el 20 de ese mes.
La casa de Díaz Vélez en la actual Avenida Belgrano 230, ubicada en Buenos Aires, fue saqueada por la Mazorca ―organización armada policial de los partidarios del régimen rosista— y confiscada. La misma fue entregada al edecán de Rosas, el general Manuel Corvalán. Todos sus bienes y hacienda fueron también confiscados. Rosas regaló a Ángel Renée Armand de Mackau, quien era el almirante y ministro de marina francés y que firmó el Tratado Arana-Mackau que puso fin al Bloqueo francés al Río de la Plata, dos fuentes cinceladas en plata que la Mazorca había saqueado en la casa del general.
De su estancia de Tandil el gobierno rosista confiscó 35.000 vacunos, 8000 lanares y 3000 caballos. Igual destino corrió su estancia ubicada a la vera del Quequén Grande confiscándose 15.000 vacunos, 3000 lanares y 1500 caballos. Asimismo, en octubre de 1840, entraron a la caja del estado 1303 pesos moneda corriente pertenecientes a Díaz Vélez.
Preso e incomunicado con su familia por un período de nueve meses, fue puesto en libertad y se le permitió pasar a Montevideo debido a su reputación personal.
A raíz de la Guerra Grande, que enfrentaba en el Uruguay al Partido Colorado de Fructuoso Rivera al Partido Blanco, liderado por el aliado de Rosas, Manuel Oribe se produjo en 1843 el Sitio Grande de Montevideo. Para contribuir a la defensa de la ciudad, el general Díaz Vélez formó, el 16 de febrero de 1843 la Legión Argentina, compuesta por más de quinientos voluntarios argentinos, cuyos oficiales eran exiliados por causas políticas tanto unitarios como federales. Se identificaban por la escarapela celeste y blanca que llevaban en sus sombreros. Otras dos legiones se organizaron en la ciudad: La Legión Italiana, comandada por Giuseppe Garibaldi, integrada por seiscientos hombres y la Legión Francesa, dirigida por Juan Crisóstomo Thiebaut, formada por siete mil soldados.
Si bien Díaz Vélez planificó una invasión a la Provincia de Buenos Aires que fue apoyada por los colorados orientales y que era secundada por el general Enrique Martínez, liderando un ejército compuesto por 1000 hombres de infantería y 100 de caballería, la expedición finalmente no se llevó a cabo porque no contó con los recursos necesarios debido a la inestabilidad de la política oriental.

## Retorno y últimos años

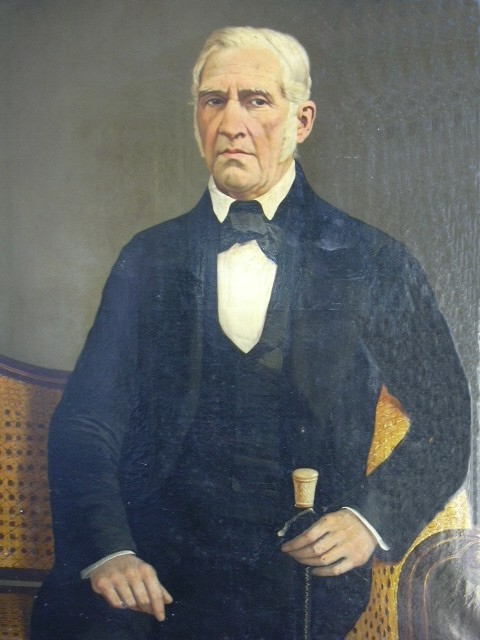
Eustoquio Díaz Vélez. Retrato al óleo pintado por Benjamín Franklin Rawson. Complejo Museográfico Provincial "Enrique Udaondo". Ciudad de Luján. provincia de Buenos Aires. República Argentina.

Eustoquio Díaz Vélez regresó a Buenos Aires después de la batalla de Caseros, decisiva victoria del Ejército Grande que derrotó al gobierno de Rosas, el 3 de febrero de 1852. «Cargado de años y de gloria», como benemérito general de la República, se negó a participar en política.
A pesar de su negativa a intervenir en política, sus esfuerzos en procurar la unión y la organización nacional motivaron a que el gobernador provisorio de la provincia de Buenos Aires, José María Galán, el 8 de septiembre de 1852, lo convocara junto a otros principales ciudadanos porteños —entre los que se encontraban Nicolás Anchorena, Tomás Guido, Eduardo Lahitte, Lorenzo Torres, Felipe Llavalloll, José Mármol, Miguel Esteves Saguí, Francisco Pico (hijo), Ireneo Portela, Pedro Rosas y Belgrano, Miguel José de Azcuénaga Basavilbaso, Antonio María Pirán, Juan Cossio y el ministro de Guerra y Marina, general Ángel Pacheco— para evaluar la situación provincial que finalmente produjo en Buenos Aires el estallido de la Revolución del 11 de septiembre de 1852 contra los condicionamientos políticos impuestos por el predominio del general Justo José de Urquiza como vencedor del rosismo.
Debido a su prestigio fue designado presidente de la Comisión de Hacendados de la provincia de Buenos Aires y recuperó todos sus campos y gran parte de su hacienda.
Mantuvo relaciones comerciales con Ramón Santamarina en el pago de Tandil quien, al mando de 30 a 40 gauchos, volteaba diariamente 300 cabezas de ganado y le vendía la carne al general.
A partir de principios de 1855 toda la línea de la frontera sufrió el embate permanente de nuevos  malones indios, en especial los del cacique araucano Calfucurá. Este, al mando de 5000 guerreros avanzó sobre Azul, y el 13 de febrero de 1855 mató 300 personas, se llevó 150 cautivas y robó 60 000 cabezas de ganado. Seguidamente venció a las sucesivas milicias provinciales del general Bartolomé Mitre, del comandante Nicolás Otamendi y del general Manuel Hornos, que inútilmente trataron de impedir su avance. Estas victorias envalentonaron a los aborígenes quienes arremetieron sobre Cabo Corrientes, Azul, Cruz de Guerra, Junín, Melincué, Olavarría, Alvear, Bragado y Bahía Blanca.
El 21 de septiembre de 1855 los malones arreciaron nuevamente Tandil, invadiendo todo el pago, por lo que los miembros de la corporación municipal Juan Fugl y Narciso Domínguez se dirigieron hacia la estancia El Carmen, de Díaz Vélez, ubicada a cincuenta kilómetros dentro de la línea de fronteras, solicitándole al viejo general, en su carácter de jefe de milicias, que brindara protección al indefenso pueblo. En el ínterin, los escasos pobladores huyeron hacia Dolores. Por entonces, era usual que, debido a las grandes distancias a cubrir y a la falta de comunicación adecuada, la guardia nacional llegara tardíamente al lugar de los hechos, cuando los indios ya habían producido el saqueo, llevándose todo aquello que les fuera útil.
Bravo como había sido a lo largo de su vida, Díaz Vélez, no solo que no abandonó su estancia, sino que se pertrechó en ella dando refugio y amparo a los gauchos y paisanos de la región y se preparó, con los escasos armamentos que poseía, para defenderse. Los aborígenes, conocedores de su valentía, no atacaron la fortificación.

Si los grandes estancieros residieran en sus fincas, no haya miedo que las tuvieran sin medida alguna de seguridad. Testigo de ello la conducta del General Díaz Velez, que no obstante sus años, permaneció obstinadamente en su estancia, durante el pánico de las pasadas invasiones del Sur. Esto es lo que á nuestro juicio debiera reglamentarse por ley.

Domingo Faustino Sarmiento. El Camino del Lacio.

Díaz Vélez no alcanzó a ver materializados los esfuerzos que iniciara por recomponer la debilitada frontera ya que recién, el 15 de marzo de 1857, con la firma de un acuerdo de paz llevado a cabo entre el veterano general Manuel Escalada, jefe del ejército de la frontera del Sur, y el cacique mayor Catriel, otros caciques como Cachul, sus familias y demás capitanes, el pago de Tandil recuperó una temporaria paz.
Entre otros puntos acordados, veinte indígenas fueron empleados para trabajar en el establecimiento El Carmen de Díaz Vélez.

## Fallecimiento

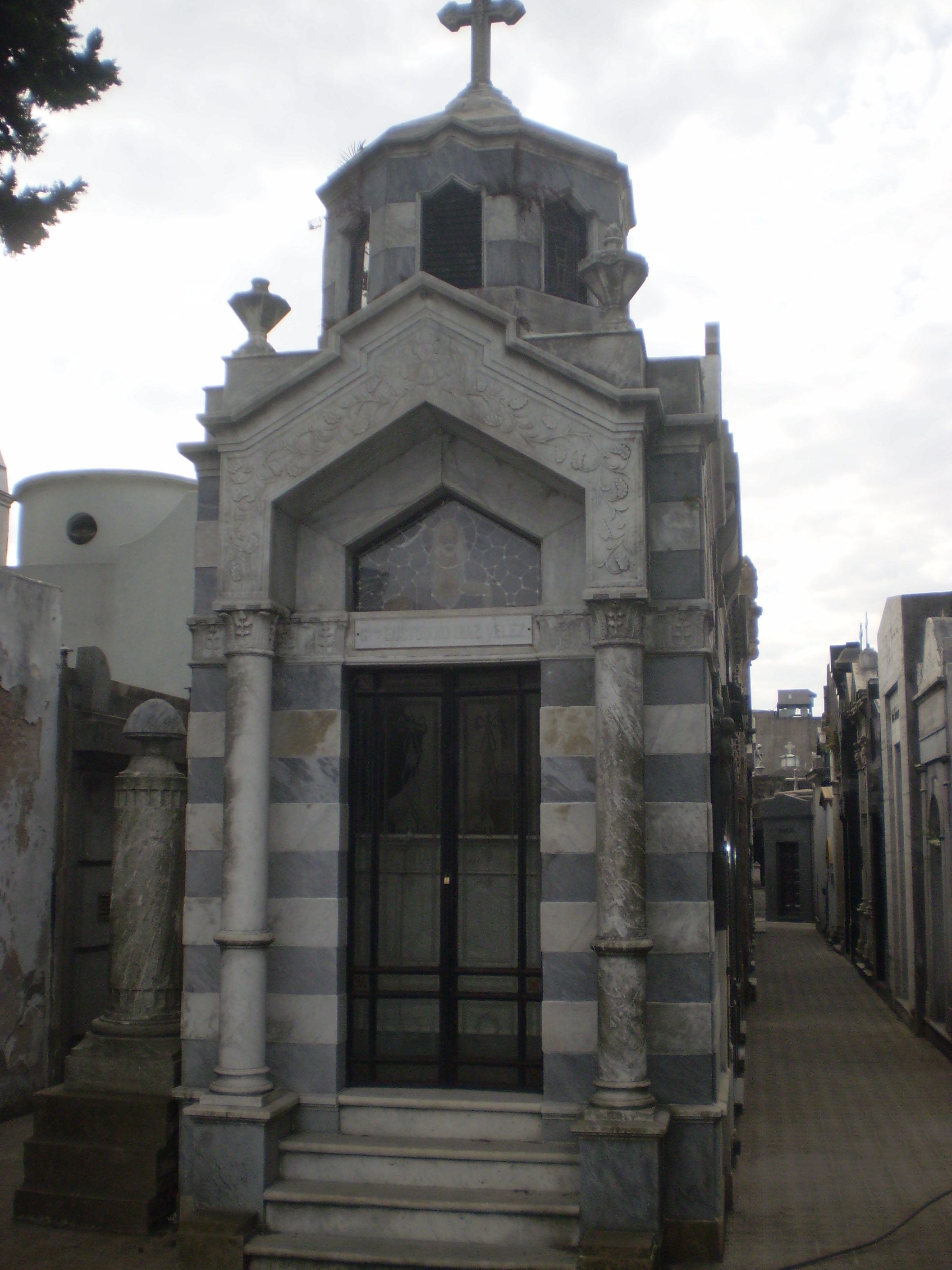
Tumba del general Díaz Vélez en el Cementerio de la Recoleta.

Eustoquio Díaz Vélez falleció en Buenos Aires, el 1 de abril de 1856. Llegó a ser el decano o miembro más antiguo de los militares patriotas nacidos en el actual territorio de la Argentina que gestaron la Revolución de Mayo.
Sus restos descansan en el Cementerio de la Recoleta en la bóveda familiar, declarada Monumento Histórico Nacional, por decreto n.º 3039 del año 1946 del Poder Ejecutivo Nacional.

## Monumentos
La figura del general Díaz Vélez es conmemorada al menos en dos monumentos, ubicados, uno en la provincia de Salta, y el otro en la provincia de Tucumán. Sin embargo, en las dos obras no se recuerda su estampa con exclusividad, sino que las comparte junto a otras personalidades, integrando la una y la otra.
Así, en el Monumento a la Batalla de Salta, situado en aquella ciudad y que fue inaugurado el 20 de febrero de 1910 para el Centenario Argentino, en dos de los cuatro cuerpos o planos cubiertos en piedra que forman el importante conjunto, se conmemora a Díaz Vélez.
En uno de los cuatro ángulos del segundo cuerpo se ubica una corona de laureles de bronce con el nombre del Mayor General Díaz Vélez, como uno de los cuatro héroes primordiales que tuvo la batalla. Arriba de esta corona de bronce se sitúa un águila, del mismo metal. Díaz Vélez comparte este segundo cuerpo del monumento junto con los otros tres principales protagonistas de aquella victoria rioplatense: el General Belgrano, el teniente Coronel Cornelio Zelaya y el Comandante Dorrego.
Integrado al segundo cuerpo y arriba de este se ubica el tercer plano del monumento en el que uno de los cuatro ángulos del monolito se erige la estatua de bronce del Mayor General Eustoquio Díaz Vélez. La composición de este tercer cuerpo se integra asimismo con las estatuas de las tres figuras antes nombradas. Todas ellas, factura de Torcuato Tasso y del ingeniero Francisco Schmidt, fueron fundidas en París bajo la supervisión de la escultora salteña Lola Mora.
También en la ciudad tucumana de Monteros, desde 1878 la Municipalidad construyó en la plaza local otro monumento, esta vez en honor del general Bernabé Aráoz, del ejército patriota vencedor de la Ciudadela (tal la denominación de la Batalla de Tucumán), del general Díaz Vélez y del Congreso de 1816. En uno de los lados del mismo se lee la siguiente inscripción:

Al general don Eustoquio Díaz Vélez, honor al vencedor de las Piedras, prócer de la revolución que, iniciada en 1810, dio la Independencia a la Nación Argentina.